# Convair 880
Vous lisez un « bon article » labellisé en 2021.
Dimensions
Le Convair 880 est un avion de ligne quadriréacteur produit dans les années 1960 par Convair (ou Consolidated), une division du conglomérat General Dynamics. Appartenant à la première génération des avions de ligne à réaction, l'appareil se veut à l'époque plus rapide et plus confortable que ses deux plus proches concurrents, le Boeing 707 et le Douglas DC-8, mais en transportant moins de passagers.
Le positionnement choisi ne séduit pas les compagnies aériennes : voler 50 km/h plus vite au prix d'une consommation sensiblement accrue n'est pas un compromis intéressant. Le CV-880 est un échec commercial, avec seulement soixante-cinq exemplaires vendus au total. Une version améliorée, allongée et encore plus rapide, le Convair 990, est développée, sans parvenir à relancer le programme (trente-sept ventes). Après ces ventes catastrophiques, Convair se retire définitivement du marché des avions de ligne. De plus, les modèles vendus ont une carrière assez courte dans le transport régulier de passagers. D'occasion, ils trouvent pendant quelque temps des utilisateurs comme avion-cargo ou charter, mais très peu d'exemplaires volent au-delà du début des années 1980. Deux Convair 880 acquièrent une notoriété particulière : l'un comme avion privé d'Elvis Presley, à l'aménagement ostentatoire, l'autre comme avion d'essai et de soutien utilisé par la Federal Aviation Administration (FAA) puis par l'US Navy.

## Origine

### La société Convair
Pendant la Seconde Guerre mondiale, la société Consolidated Aircraft Corporation est connue pour ses hydravions à coque et ses bombardiers lourds. Elle dispose alors d'usines au Texas et en Californie. Dans le même temps, Vultee Aircraft, une compagnie plus petite, produit principalement des avions d'entrainement et des bombardiers en piqué. La société The Aviation Corp of Delaware (AVCO) rachète Consolidated en 1941, puis Vultee en 1943, et décide de fusionner les deux avionneurs. La nouvelle entité, Consolidated-Vultee Aircraft Corporation, voit rapidement son nom abrégé en Convair. En 1953, Convair est racheté par General Dynamics, un conglomérat technologique (avec une prépondérance dans l'armement), et devient officiellement la General Dynamics Convair Division.

Principaux produits de Consolidated et Vultee avant leur fusion
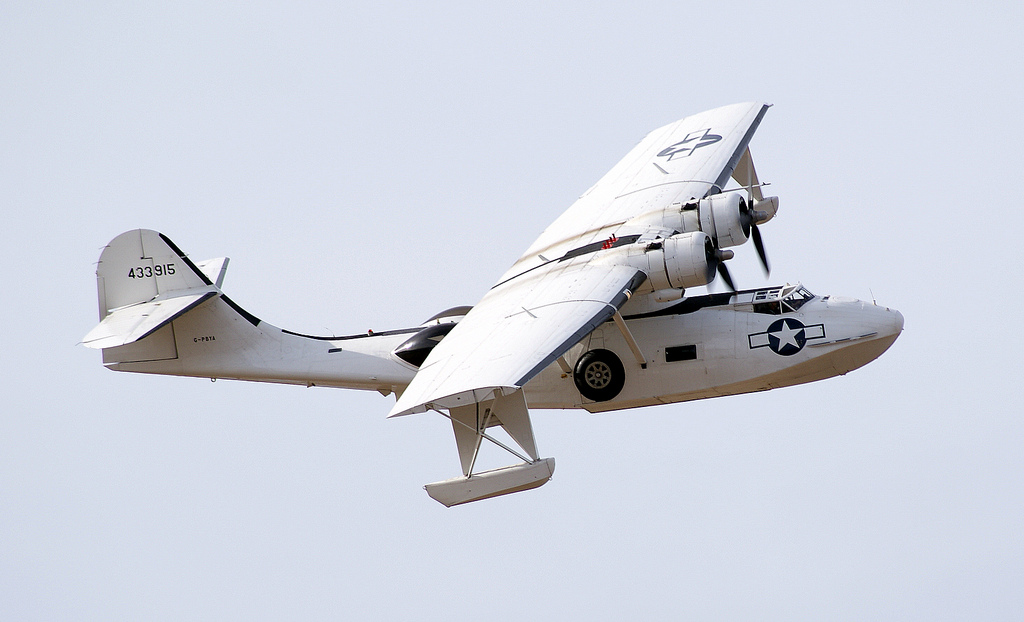
Hydravion à coque Consolidated BPY Catalina.
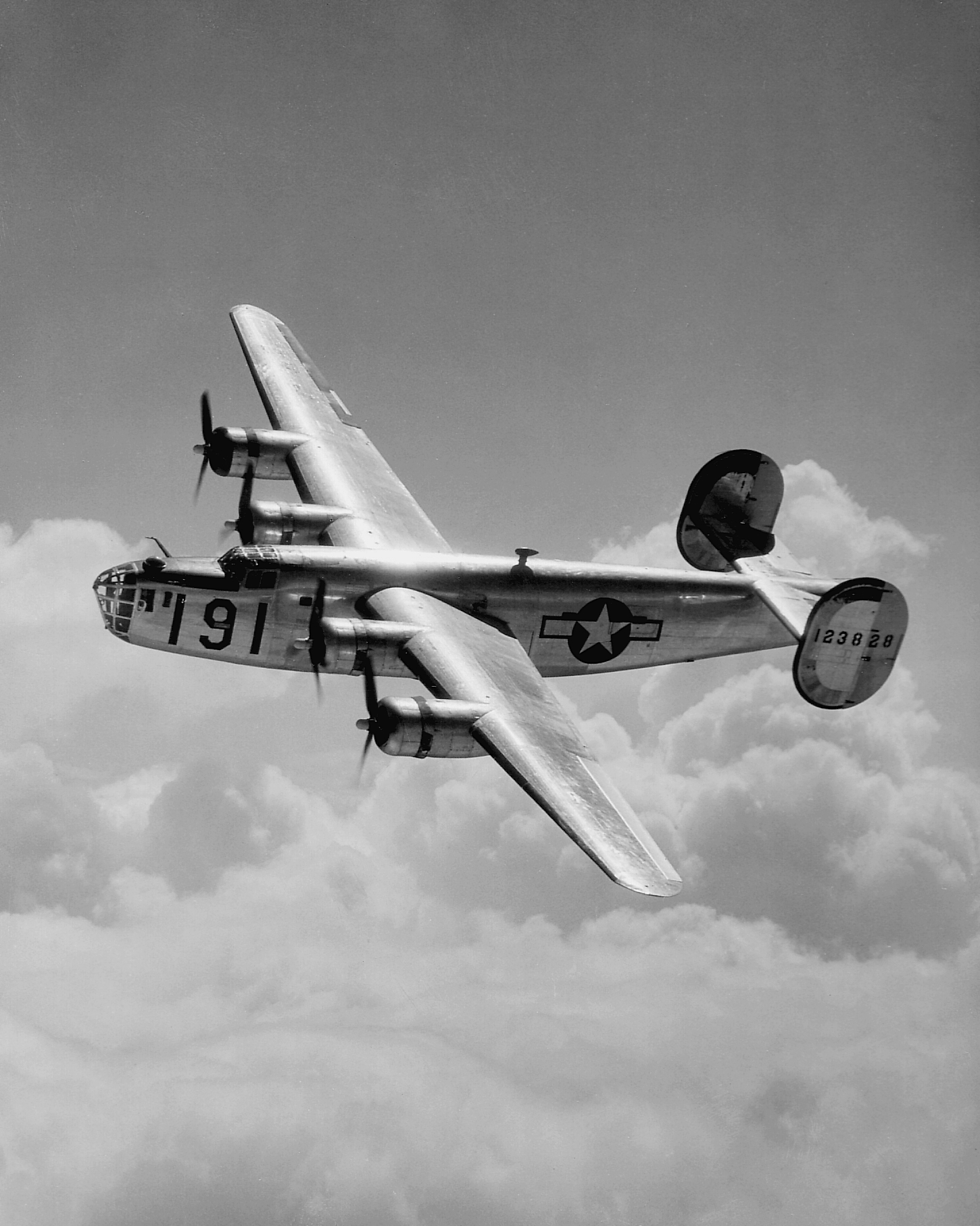
Bombardier lourd Consolidated B-24 Liberator.
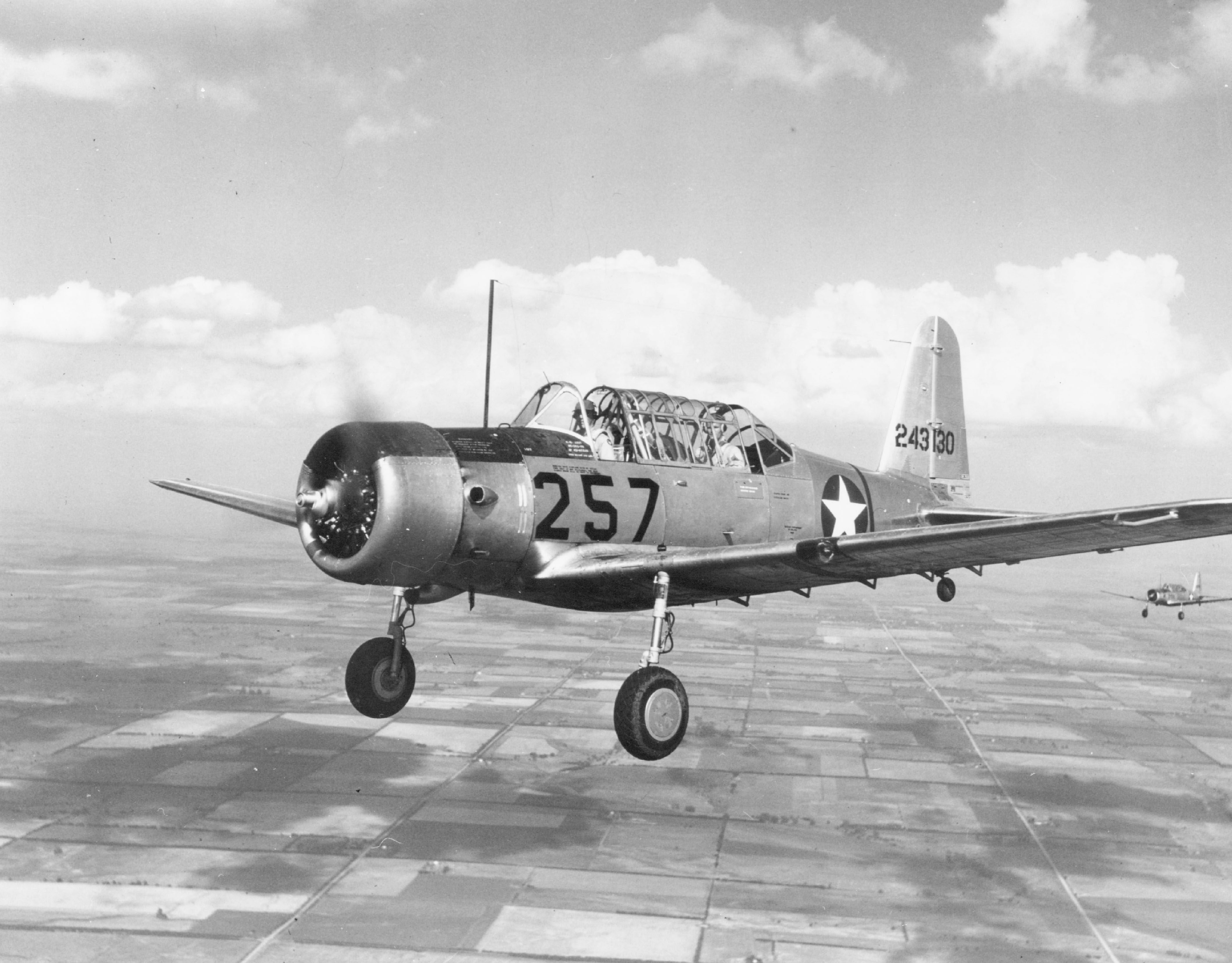
Avion-école Vultee BT-13 Valiant.
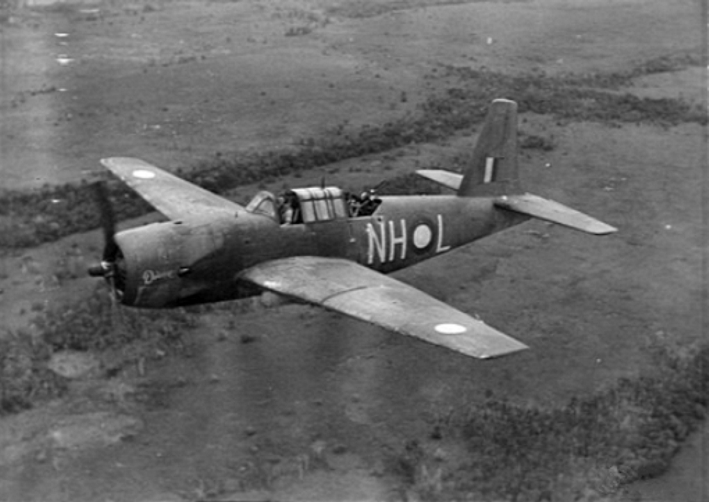
Bombardier en piqué Vultee A-31 Vengeance.

La nouvelle entité continue les projets hérités des deux entreprises, notamment le bombardier stratégique B-36 Peacemaker lancé par Consolidated, qui devient le vecteur nucléaire principal des premières années de la guerre froide. Convair produit des avions militaires aussi remarquables que, à partir de 1956, l'intercepteur F-106 Delta Dart et le premier bombardier supersonique, le B-58 Hustler. Son rôle est également très important dans le domaine des missiles et des fusées : son SM-65 Atlas est à l'origine d'une longue lignée de lanceurs spatiaux. Elle est cependant en retrait dans le domaine de l'aviation civile par rapport à Boeing, Douglas ou Lockheed, même si ses bimoteurs connaissent un succès indéniable.

Principaux produits de Convair, entre 1943 et 1955
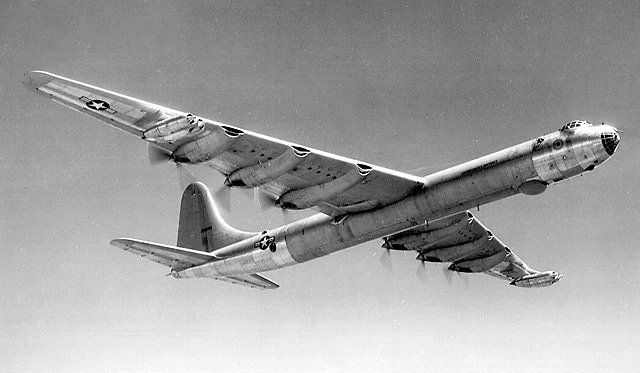
Convair B-36 Peacemaker, bombardier stratégique.
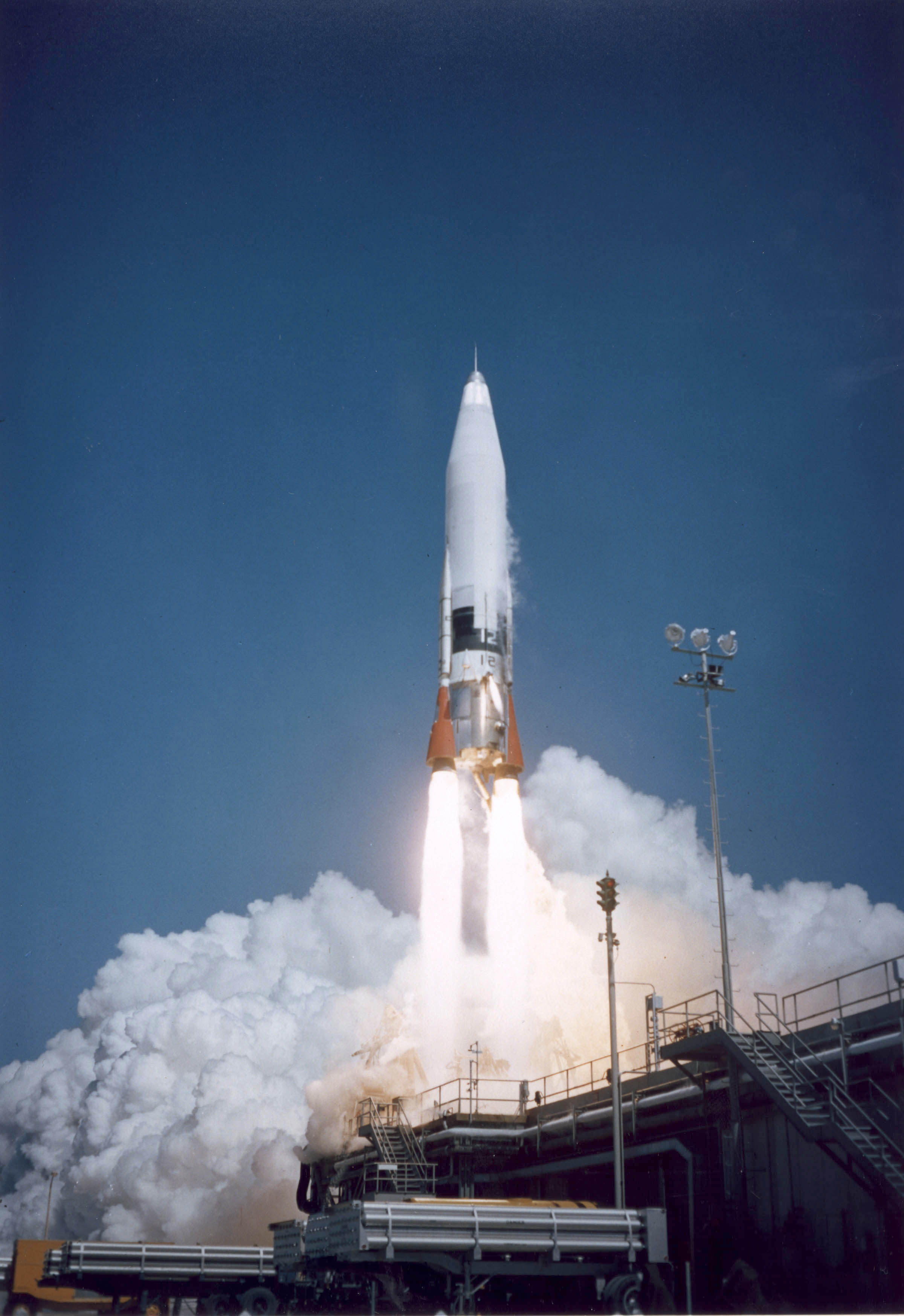
Missile balistique intercontinental SM-65 Atlas.
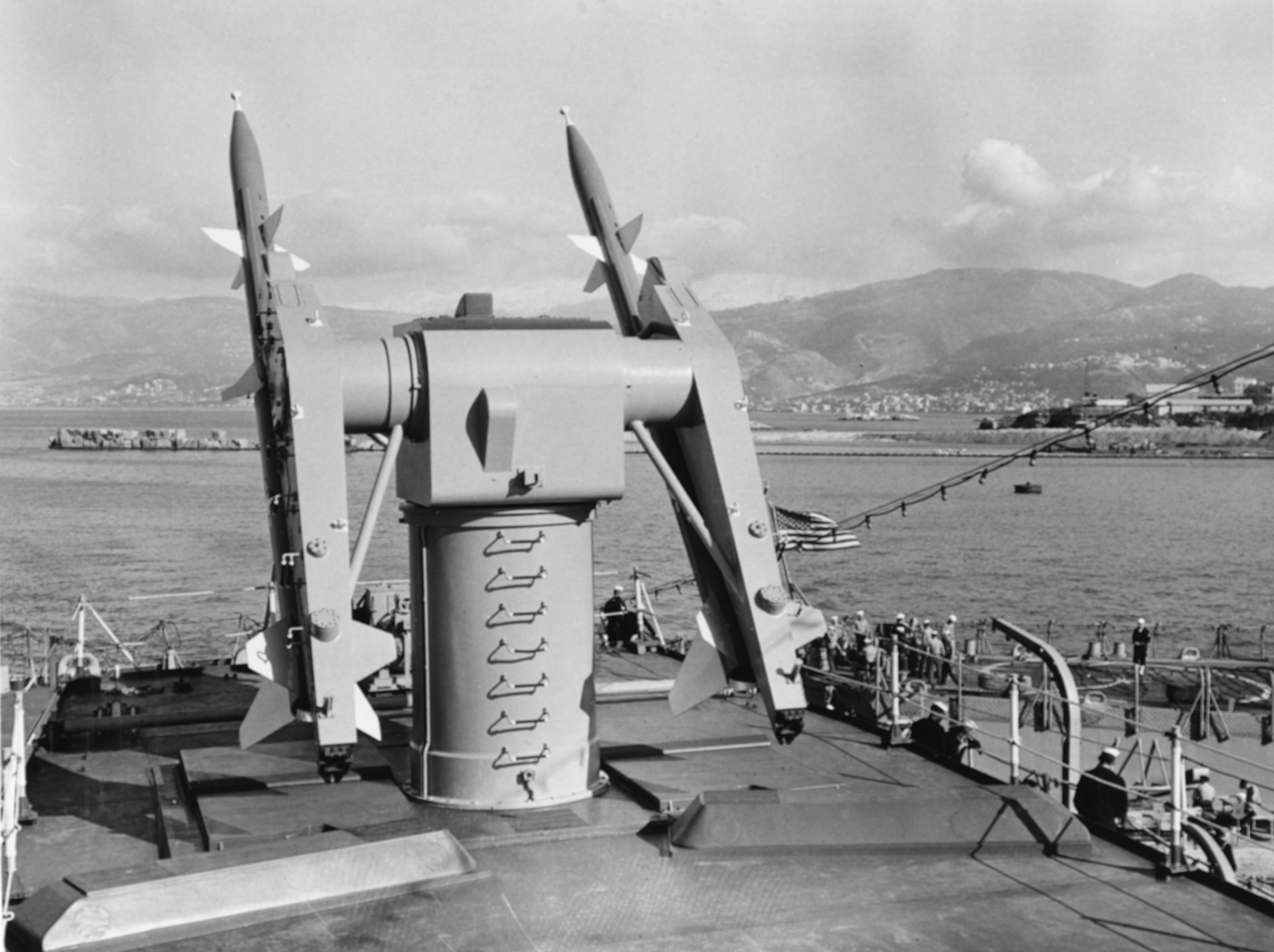
Missile surface-air RIM-2 Terrier.
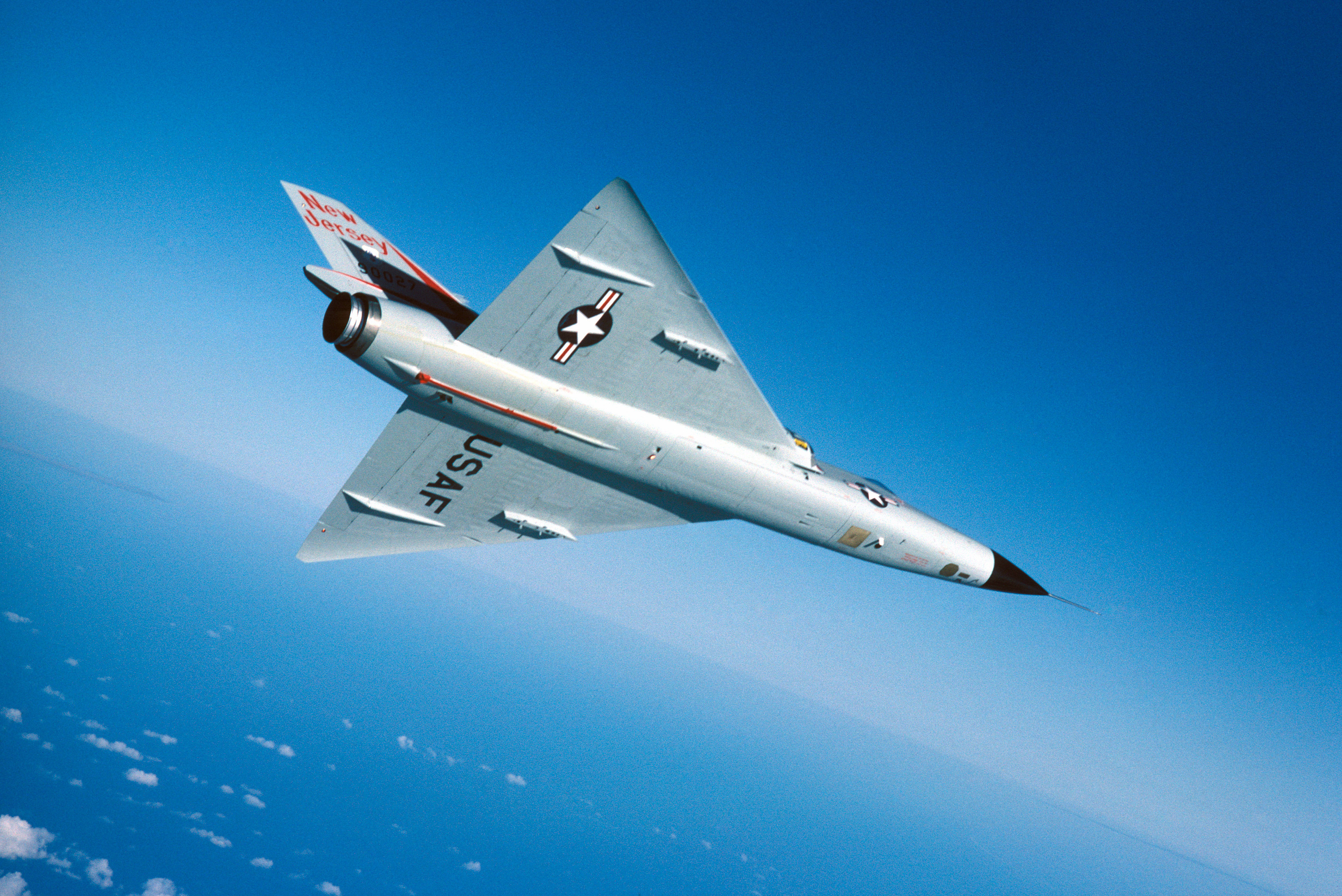
Intercepteur Convair F-106 Delta Dart.
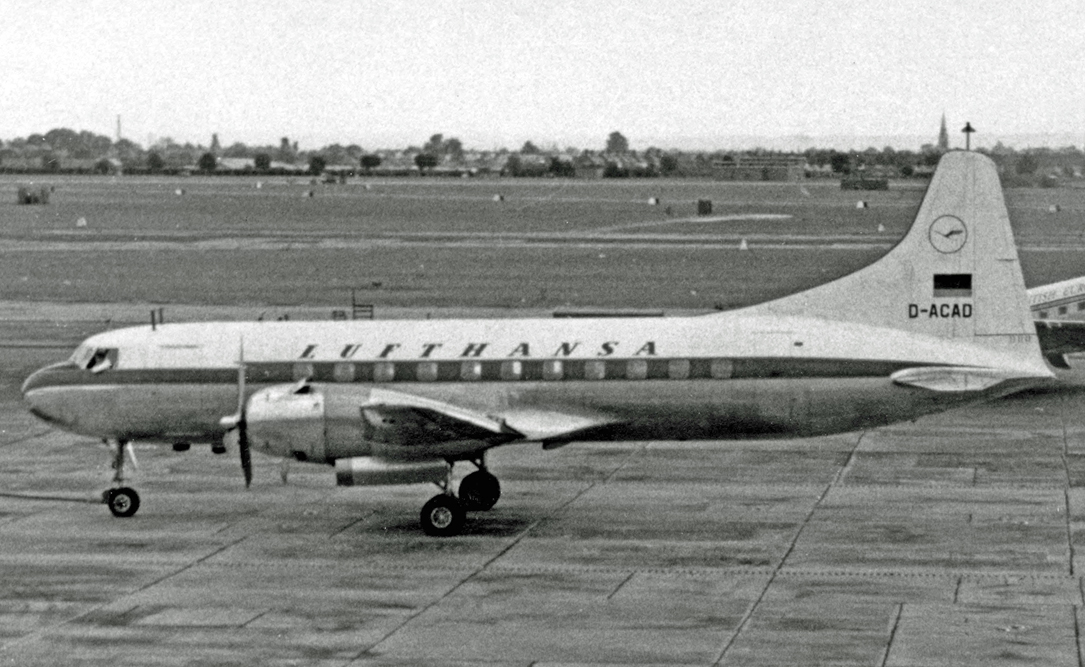
Avion de ligne bimoteur Convair 340.

### Lancement du projet
Le de Havilland Comet, premier avion de ligne à réaction, effectue des liaisons commerciales à partir de 1952. Il apparait rapidement que les jets constituent l'avenir de l'aviation commerciale. Convair se doit de disposer d'un tel avion dans son catalogue rapidement, pour ne pas se retrouver hors course. Il dispose cependant d'un certain retard : Boeing et Douglas ont déjà bien avancé dans la conception de leurs long-courriers quadriréacteurs (707 et DC-8) alors que Convair n'a pas encore de projet concret. La société envisage un temps de lancer un biréacteur court-courrier, similaire à la Caravelle en cours de développement par Sud-Aviation en France. Selon l'historien de l'aviation Donald Pattillo, les chances de succès de Convair auraient été bien meilleures en s'engageant sur cette voie : il n'y avait pas de concurrence aux États-Unis et le constructeur aurait pu capitaliser sur la clientèle de ses bimoteurs à hélices. Cependant, Convair décide finalement, en réponse à une requête de Delta Air Lines, de lancer un quadriréacteur moyen-courrier (visant principalement les vols intérieurs américains reliant la côte est et la côte ouest), mais avec un positionnement légèrement différent de celui du 707 et du DC-8 : l'avion de Convair visera un marché plus haut de gamme, il sera plus rapide et plus confortable que ses deux concurrents, mais transportera moins de passagers. Howard Hughes, qui préside alors la Trans World Airlines (TWA), a une influence énorme sur le programme : il dicte le cahier des charges et impose ses conditions financières.
Ce choix parait prudent à la direction : Douglas est solidement implanté comme leader de l'aviation commerciale, et Boeing, produisant des centaines de KC-135 pour l'US Air Force, est assuré de bénéficier d'économies d'échelles considérables. Ni l'outil industriel de Convair, ni son implantation sur le marché, ne peuvent rivaliser avec les deux géants, éviter une concurrence trop frontale semble donc judicieux. L'avion est annoncé en avril 1956. Le projet s'appelle initialement model 22, mais change de noms plusieurs fois, la communication du constructeur utilisant les noms Skylark (alouette), Golden Arrow, Convair 600 (en référence à la vitesse visée : 600 milles par heure soit environ 965 km/h), et finalement Convair 880 (également la vitesse, mais en pieds par seconde).

## Développement et caractéristiques de l'appareil

### Caractéristiques

Coefficient de trainée en fonction du nombre de Mach.

La vitesse devait être le point fort de l'avion. Il était conçu pour une vitesse de croisière de 970 km/h (Mach 0,87), soit environ 50 km/h de plus que ses rivaux. Ainsi, l'appareil était quasiment transsonique. Le coefficient de trainée d'un avion augmentant fortement à l'approche de la vitesse du son, cela signifie d'emblée que l'avion aurait besoin de réacteurs nettement plus puissants, et consommerait bien plus, en échange d'une réduction modeste des temps de parcours. Par ailleurs, il reste (avec son dérivé le CV-990) l'avion de ligne le plus rapide produit, en dehors des deux supersoniques (Concorde et Tupolev Tu-144).
Pour le reste, l'avion est d'une configuration similaire à ses deux concurrents : un jet à ailes basses construit en alliage d'aluminium, dont les quatre moteurs sont montés en nacelle sous les ailes. Le train d'atterrissage est tricycle, comportant deux bogies principaux à quatre roues et un bogie avant à deux roues. Le fuselage est légèrement plus étroit que celui des deux concurrents, mais, n'accueillant que cinq sièges de front (contre six), il offre plus d'espace à chaque passager. Selon l'aménagement, 88  à   110 passagers peuvent monter à bord, chiffre à comparer à l'emport maximal de 179 passagers sur un 707-120. Cette capacité est insuffisante aux yeux de la plupart des compagnies aériennes et constitue la principale raison de l'échec du programme. L'avion est équipé d'un groupe auxiliaire de puissance (APU) d'une capacité de 40 kVA, ce qui le rend autonome : il peut démarrer ses moteurs sans alimentation extérieure. La désignation technique exacte du modèle est Convair 880-22. Dix-sept unités produites sont des 880-22M : cette version a des moteurs dont la poussée est légèrement augmentée, ce qui permet d'accroitre la masse maximale au décollage.

### Production
L'assemblage final de l'avion a lieu dans l'usine Convair à San Diego en Californie, où étaient assemblés les B-24 Liberator pendant la Seconde Guerre mondiale. Le projet est mené rapidement, puisque l'avion vole pour la première fois le 27 janvier 1959, moins de trois ans après le lancement du programme,. Portant le numéro de série 1 (le constructeur ne le considère pas comme un prototype), cet avion sert aux essais en vol et à la certification, puis est livré à Trans World Airlines (TWA), qui l'utilise de 1964 à 1973,,.

Production de l'avion
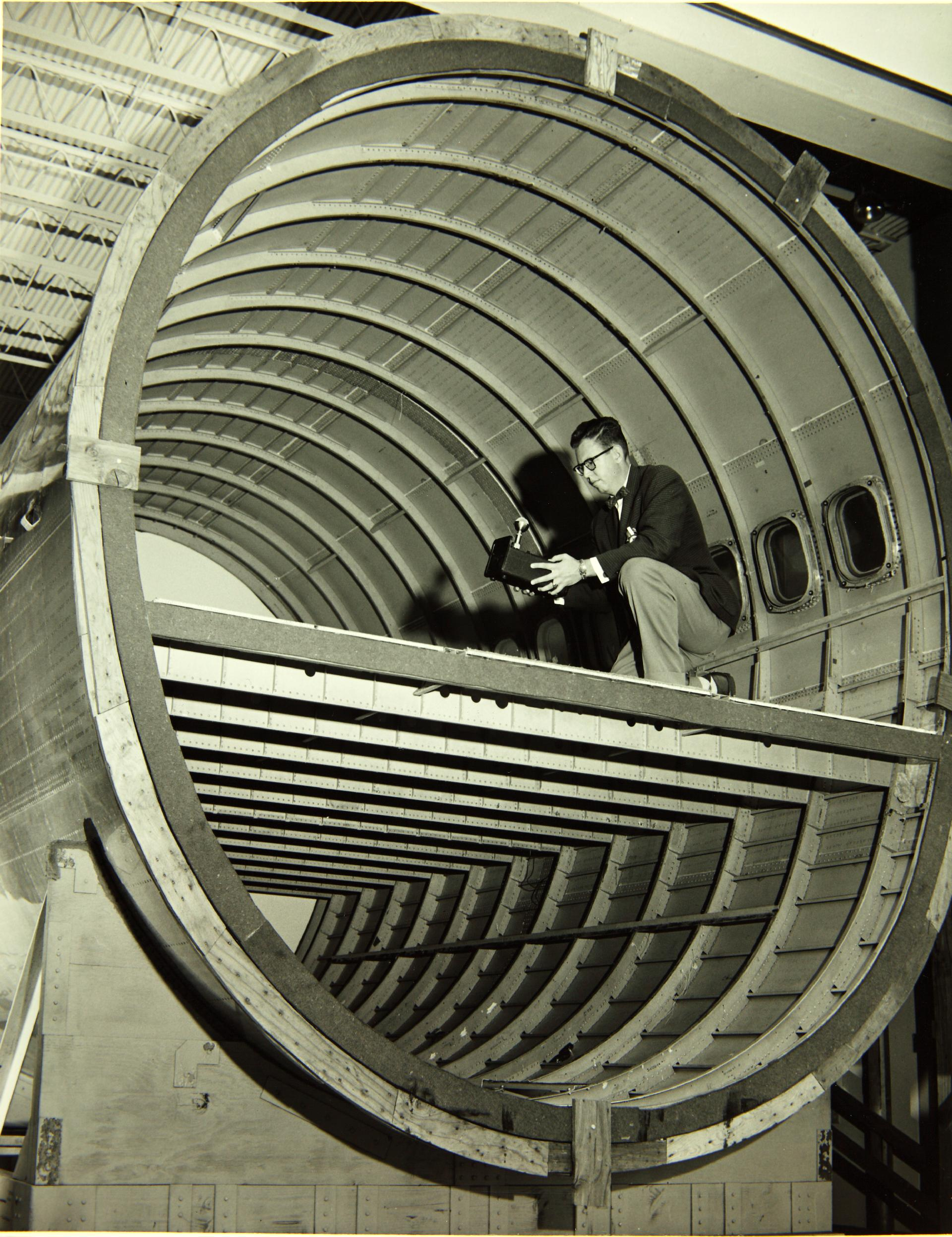
Aperçu de la structure du fuselage.
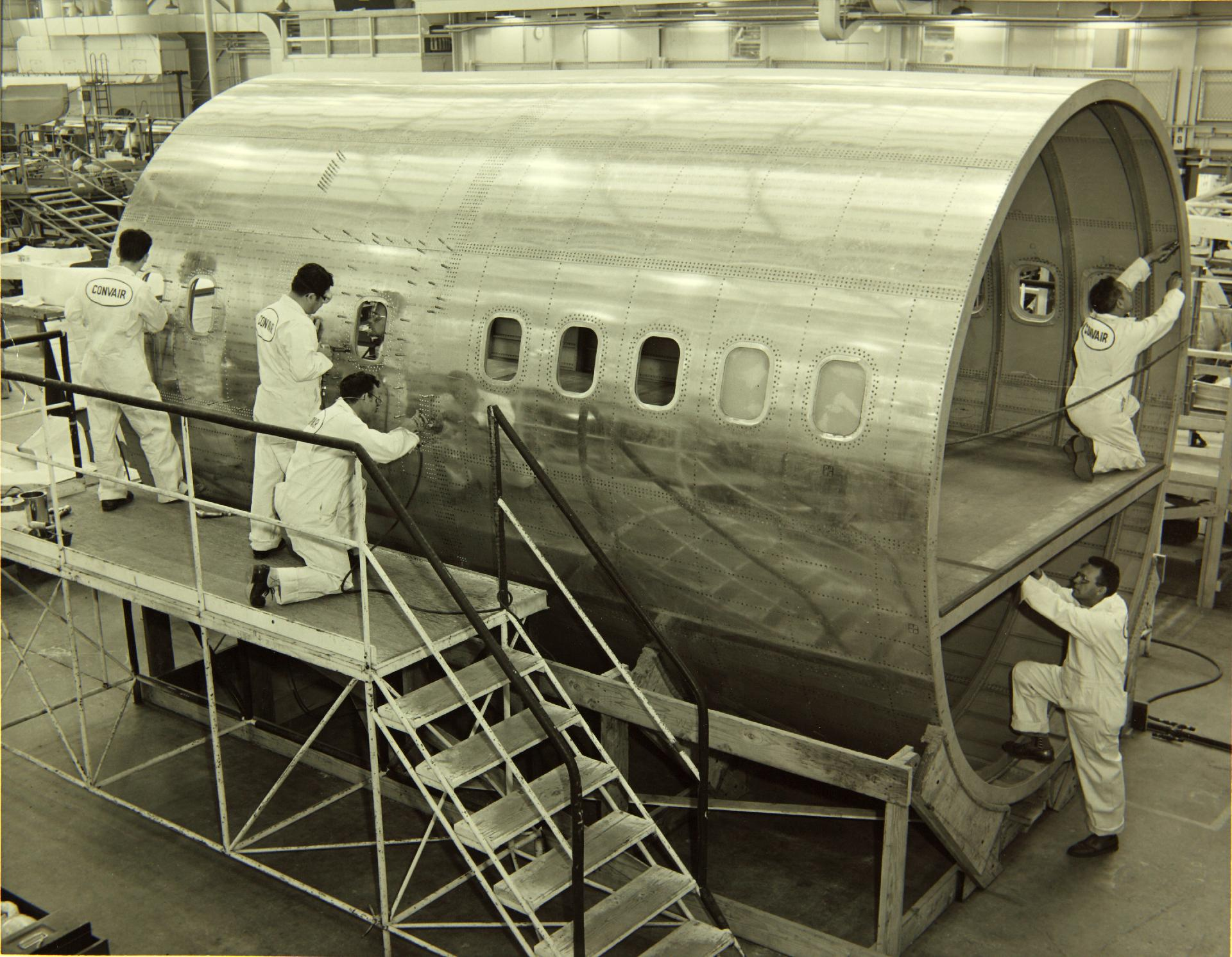
Section de fuselage.
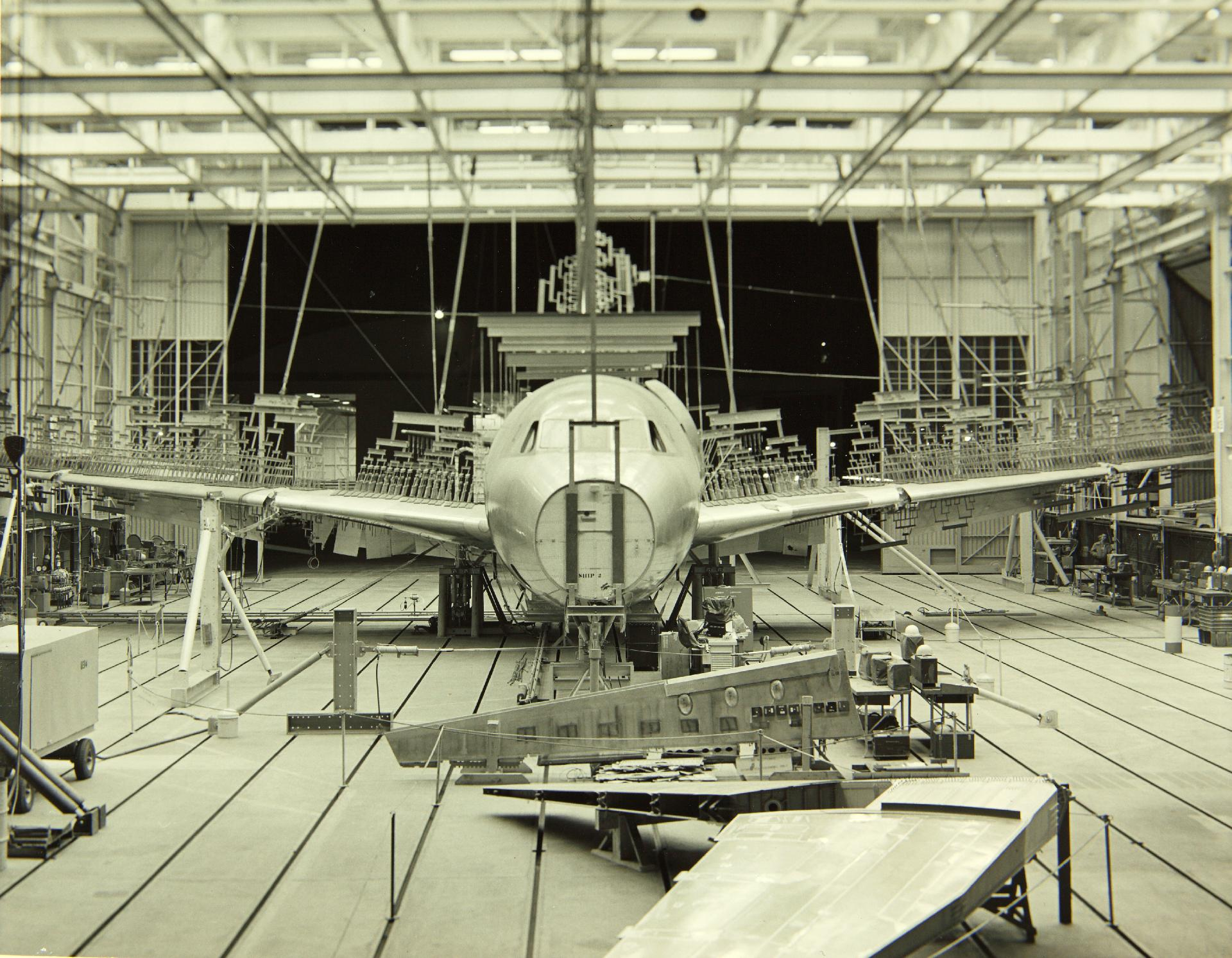
Avion presque assemblé.
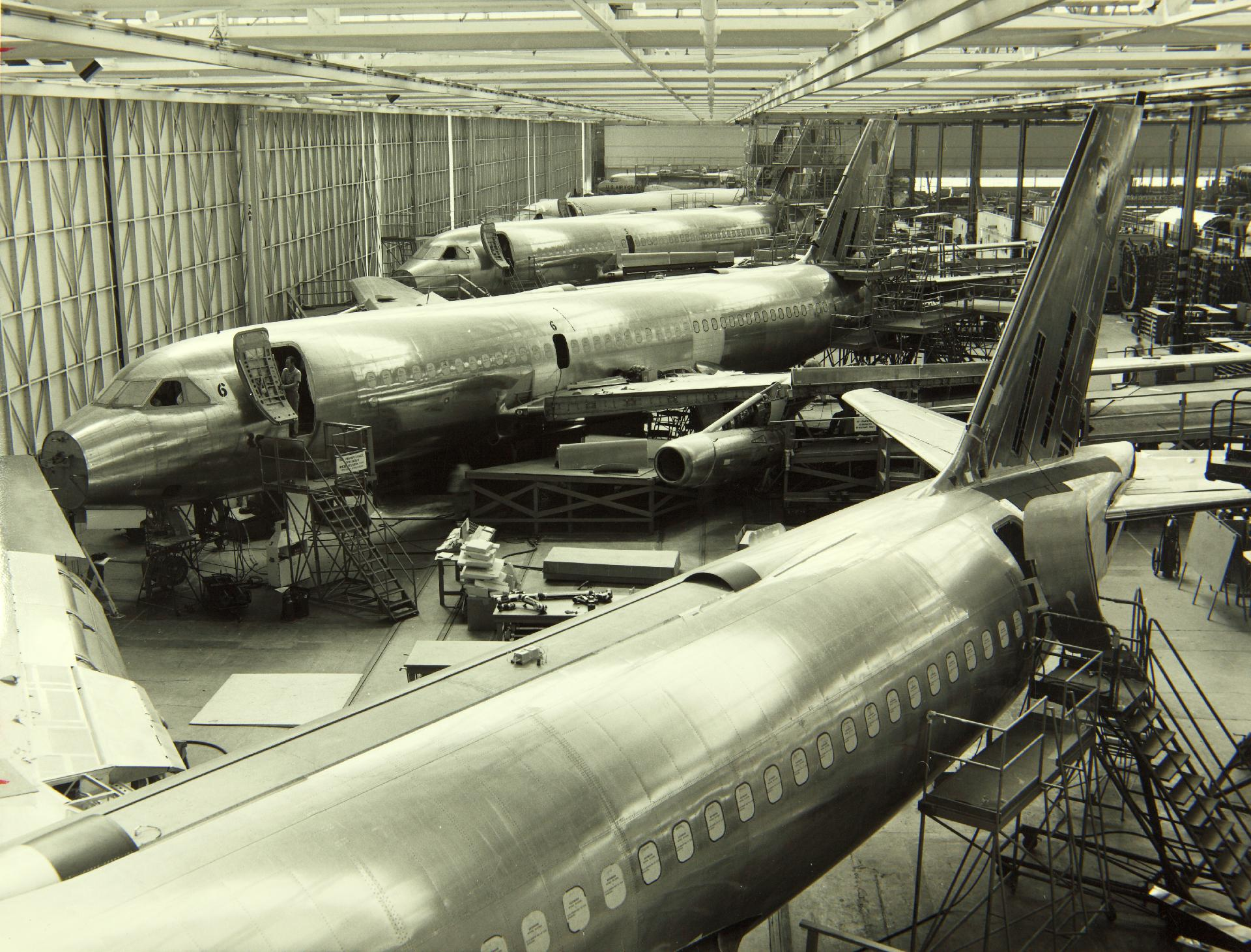
Ligne de montage.
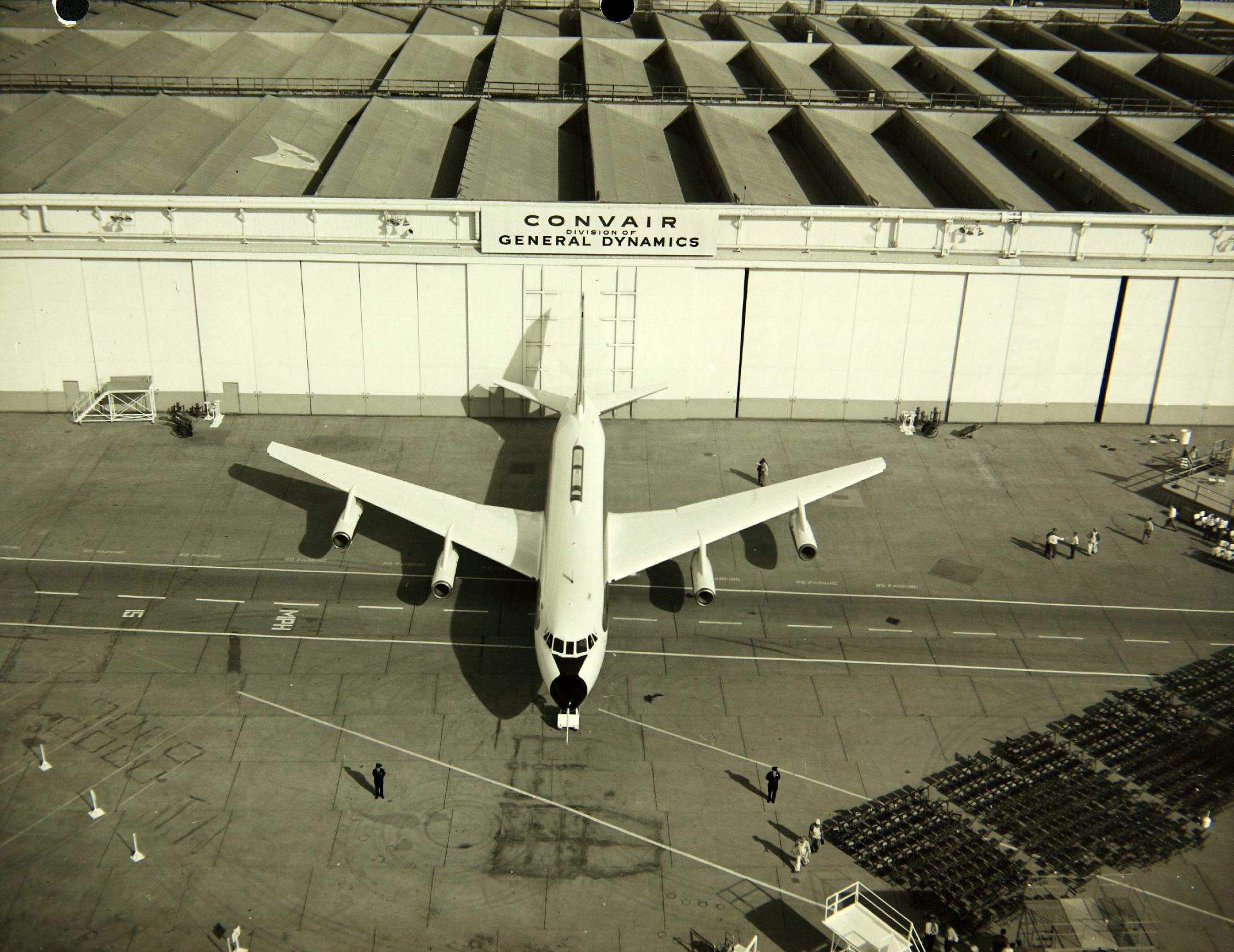
Présentation du prototype.

### Motorisation

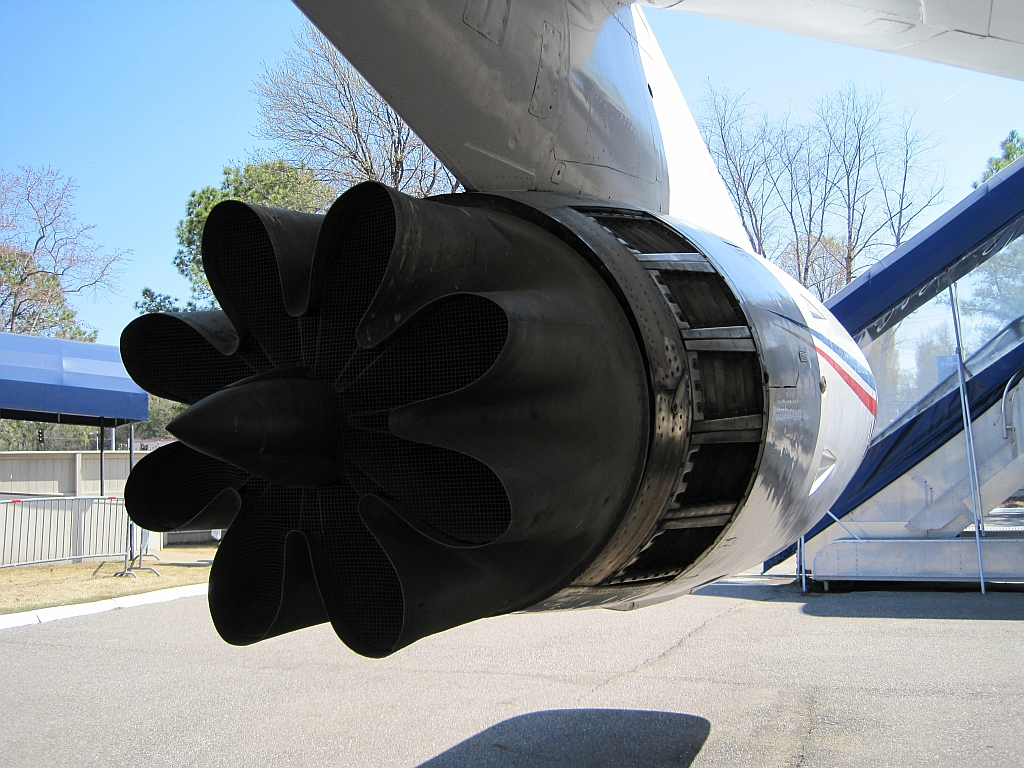
Ces tuyères particulières visent à réduire le bruit.

Les quatre moteurs sont des CJ805 à simple flux, fabriqués par General Electric. Ce moteur est une modification civile du General Electric J79 fabriqué pour différents avions militaires, dont le plus connu est le chasseur McDonnell Douglas F-4 Phantom II. Convair a d'ailleurs employé le J79 sur son bombardier supersonique B-58 Hustler. Bien que fort émetteur de fumée (les Convair sont restés dans les mémoires pour les fausses alertes incendies suivant parfois leur décollage), ce réacteur était fiable et compact. Il est très bruyant et consomme beaucoup par rapport aux turboréacteurs à double flux qui font leur apparition sur les Boeing 707 et Douglas DC-8 au tout début des années 1960. La position de General Electrics sur le marché des moteurs est similaire à celle de Convair en tant que constructeur aéronautique : il est bien implanté sur les marchés militaires, mais fait figure d'outsider dans le monde civil, les premiers 707 et DC-8 étant motorisés par Pratt & Whitney.

### Tableau comparatif
| Donnée                          | CV-880                                 | B707-120                            | DC-8-32                            |
| ------------------------------- | -------------------------------------- | ----------------------------------- | ---------------------------------- |
| Envergure                       | 36,58 m                                | 39,9 m                              | 43,41 m                            |
| Longueur                        | 39,42 m                                | 44,07 m                             | 45,87 m                            |
| Hauteur                         | 11 m                                   | 12,93 m                             | 13,21 m                            |
| Largeur fuselage                | 3,50 m                                 | 3,76 m                              | 3,73 m                             |
| Passagers                       | 88 - 110                               | 110 - 189                           | 105 - 183                          |
| Sièges par rangée               | 5                                      | 6                                   | 6                                  |
| Équipage cockpit                | 3                                      | 3                                   | 3                                  |
| Motorisation (4 turboréacteurs) | General Electric CJ-805-3 (4×52,85 kN) | Pratt & Whitney JT3D-1 (4×75,06 kN) | Pratt & Whitney JT4A-9 (4×74,7 kN) |
| Poids à vide                    | 43 t                                   | 55,58 t                             | 60,8 t                             |
| Poids au décollage              | 83,6 t                                 | 116,57 t                            | 140,6 t                            |
| Rayon d'action                  | 5 120 km                               | 6 820 km                            | 7 410 km                           |
| Vitesse de croisière            | 965 km/h                               | 920 km/h                            | 920 km/h                           |

## Échec commercial

### Les débuts

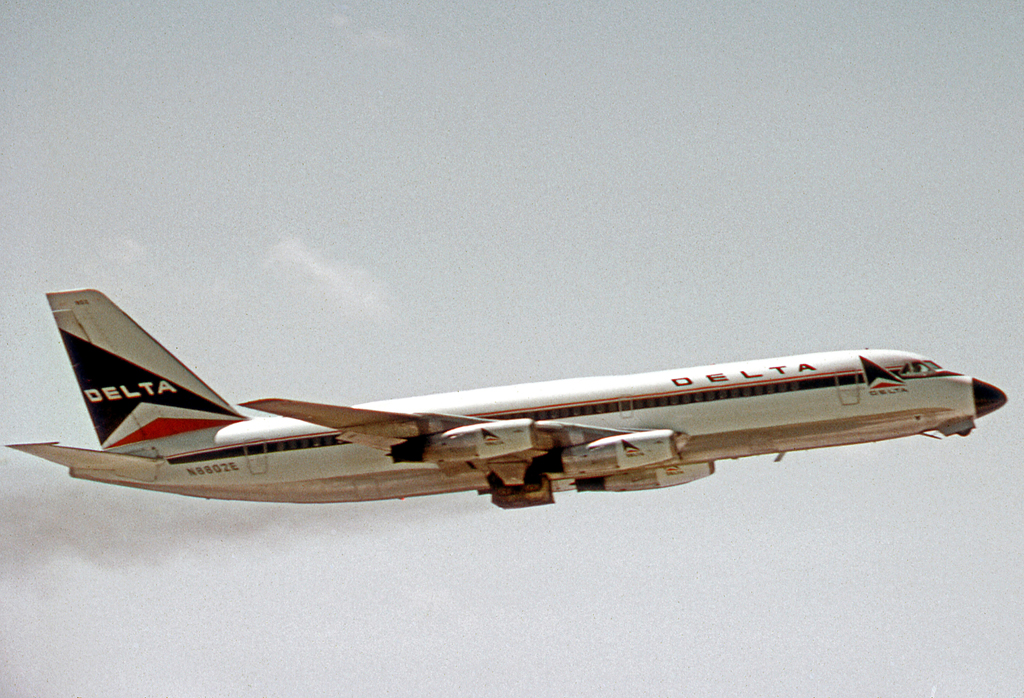
Convair 880 aux couleurs du client de lancement, Delta Air Lines, ici photographié à l'aéroport international Hartsfield-Jackson d'Atlanta en 1972.

Le Convair 880 reçoit la certification de la Federal Aviation Administration (FAA) le 1er mai 1960, et, quinze jours plus tard, Delta Air Lines l'emploie commercialement.
L'avion ne rencontre pas de succès commercial. Ses coûts par siège sont plus élevés que ceux des concurrents et le fait de réduire légèrement la durée du vol ne constitue pas un argument de vente capable de faire une différence. Le lancement du Boeing 720 (mis en service en juillet 1960), version raccourcie du Boeing 707 destinée aux vols moyen-courriers, réduit encore le marché accessible à l'appareil de Convair. Au total, soixante-cinq exemplaires sont produits de 1959 à 1962. C'est un chiffre très bas ; pour comparaison, à la fin 1962, Boeing a déjà livré 324 modèles du 707 ou du 720, 353 de ces appareils ayant été commandés. La livraison se poursuivra jusqu'en 1994 pour atteindre 1 010 unités,.
En plus de sa consommation de carburant, l'avion de Convair affiche des couts de maintenance élevés. En 1961, le coût de maintenance spécifique, défini en divisant le coût de maintenance brut des avions par le produit de la capacité de transport (en tonne) de la distance parcourue (en miles), est de 4,8 cents/tonne.mile chez Northeast Airlines, 6,0 chez TWA et 6,4 pour Delta Air Lines. En comparaison, le même indicateur pour le Boeing 720, avion de taille équivalente, se situait entre 2,2 et 4,7 selon les compagnies.

### Compagnies utilisatrices

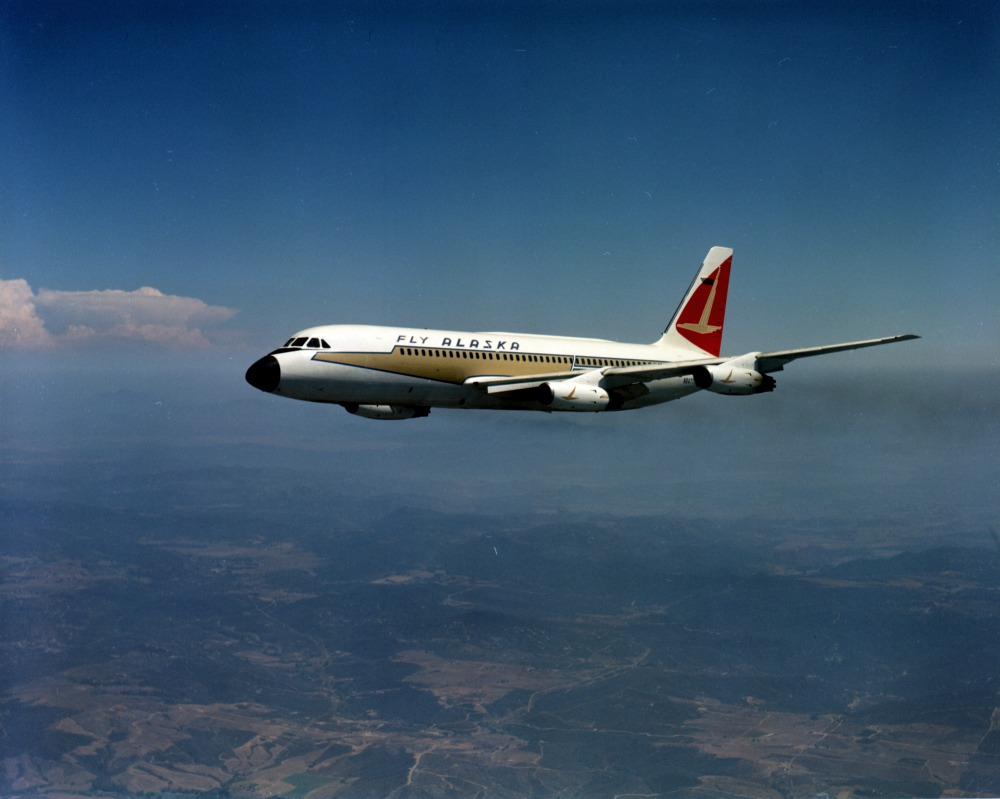
Convair 880 d'Alaska Airlines, ici photographié en vol en 1961.

Malgré le faible nombre de ventes, le Convair 880 est utilisé par un certain nombre de compagnies, notamment (liste non exhaustive) :
- Trans World Airlines (TWA) possède le plus grand parc avec un maximum de vingt-huit exemplaires[23] ;
- Delta Air Lines utilise jusqu'à dix-sept appareils[12] ;
- Japan Airlines est le plus important client étranger, avec neuf unités[24] ;
- Swissair[25] ;
- Alaska Airlines[26] ;
- Viasa, compagnie nationale vénézuélienne[27] ;
- Cathay Pacific[28].

### Conséquences financières et industrielles
Les pertes financières dues à l'échec du programme sont très lourdes pour Convair : l'ensemble du programme CV-880/990 représente un déficit de 425 millions de dollars. Convair survit grâce aux revenus de ses programmes militaires, mais ne construit plus aucun avion de ligne après le CV 990. Le programme est également très coûteux pour General Electric : le turboréacteur CJ805 était sa première incursion dans le domaine de l'aviation civile, et ses ventes furent aussi décevantes que celles des avions de Convair, ce moteur n'ayant pas trouvé d'autre débouché (il fut, dans sa version double flux, équipé par Sud-Aviation sur la Caravelle, mais n'est pas adopté en série).
Dès lors, Convair intervient encore dans le marché comme sous-traitant, notamment en construisant pour le compte de McDonnell Douglas des éléments du DC-10. L'activité missiles passe sous la houlette de Hughes Aircraft à partir de 1992 et la General Dynamics Convair Division est démantelée au milieu des années 1990. L'usine de San Diego est alors fermée, mettant fin à une longue histoire aéronautique dans cette ville californienne.

Le CV-880 en service
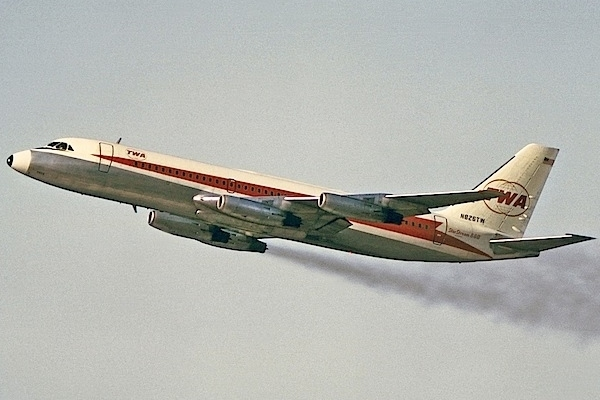
Fumée au décollage.
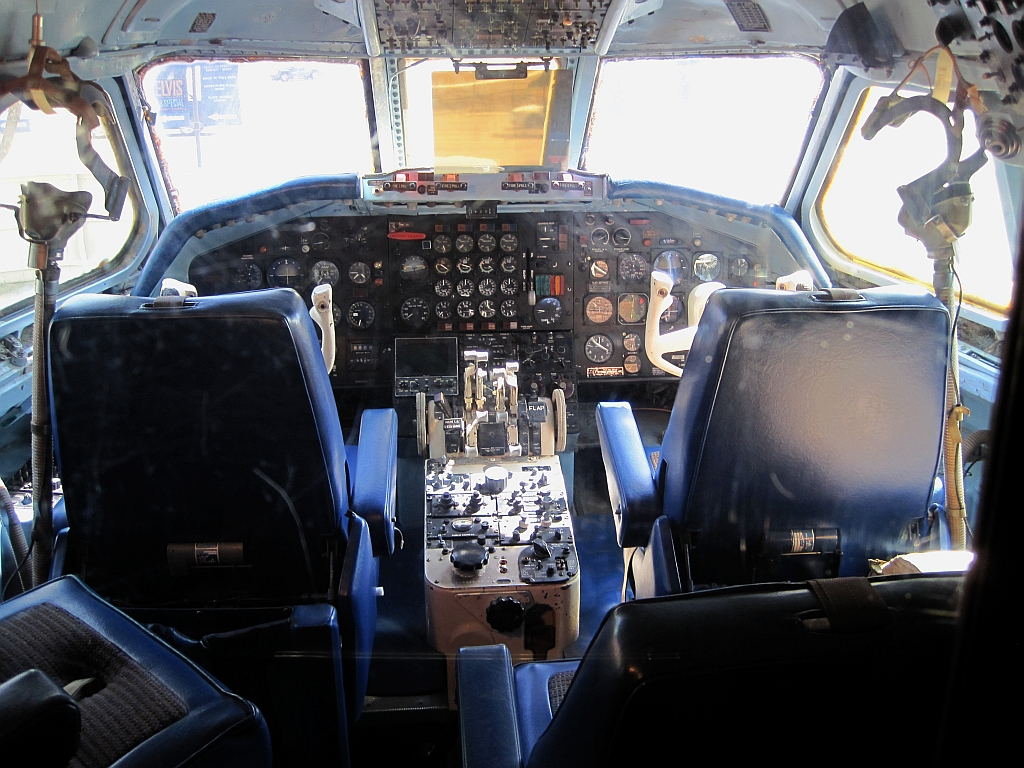
Poste de pilotage.
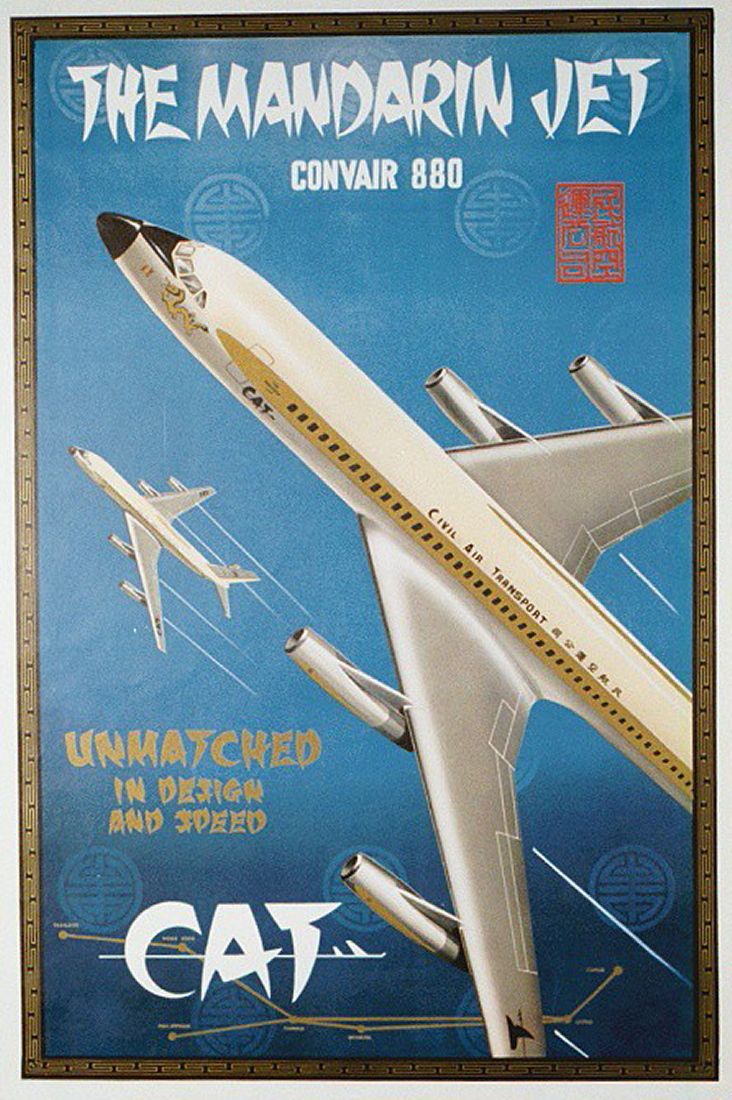
Brochure d'époque.
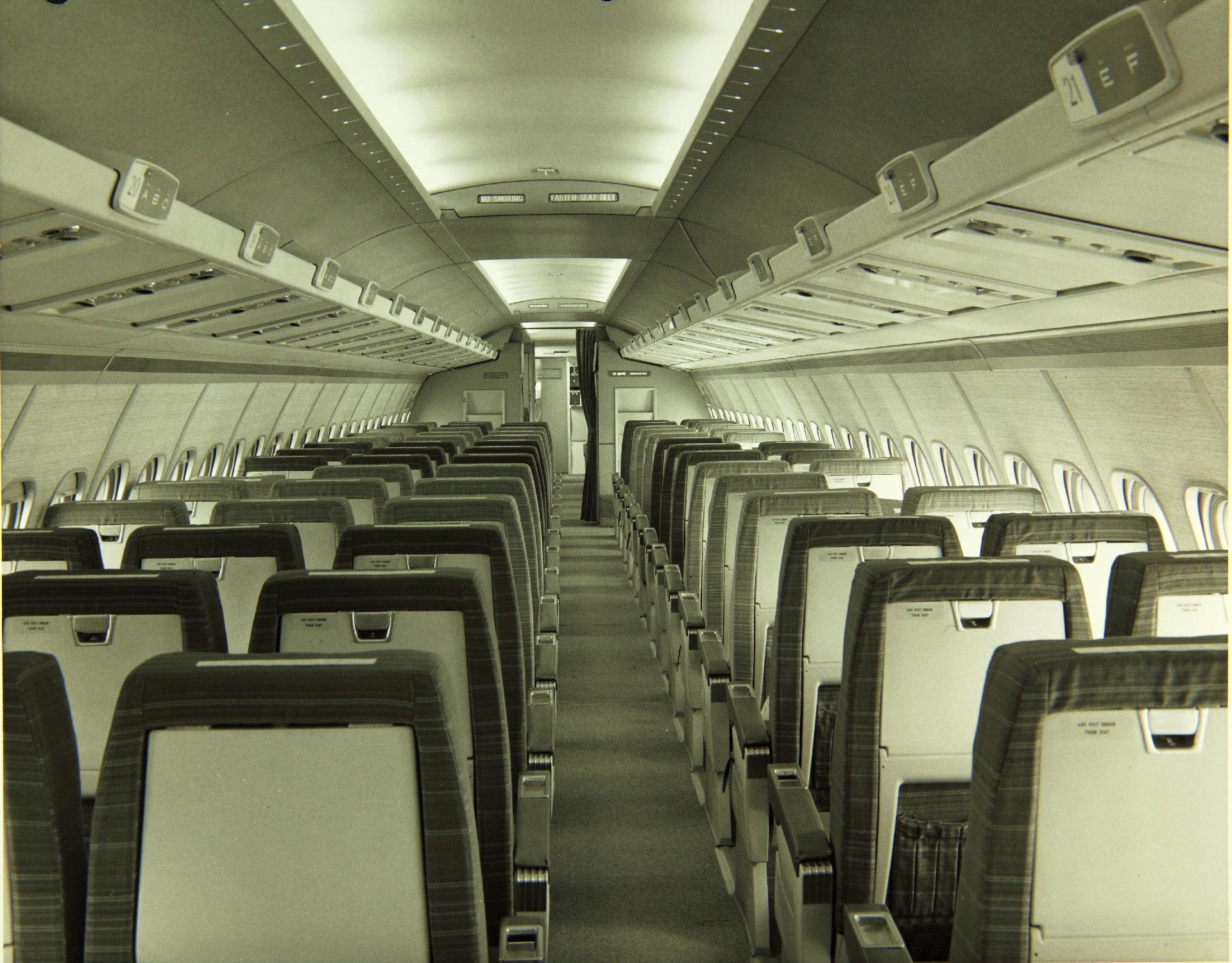
Cabine d'un Convair 880.
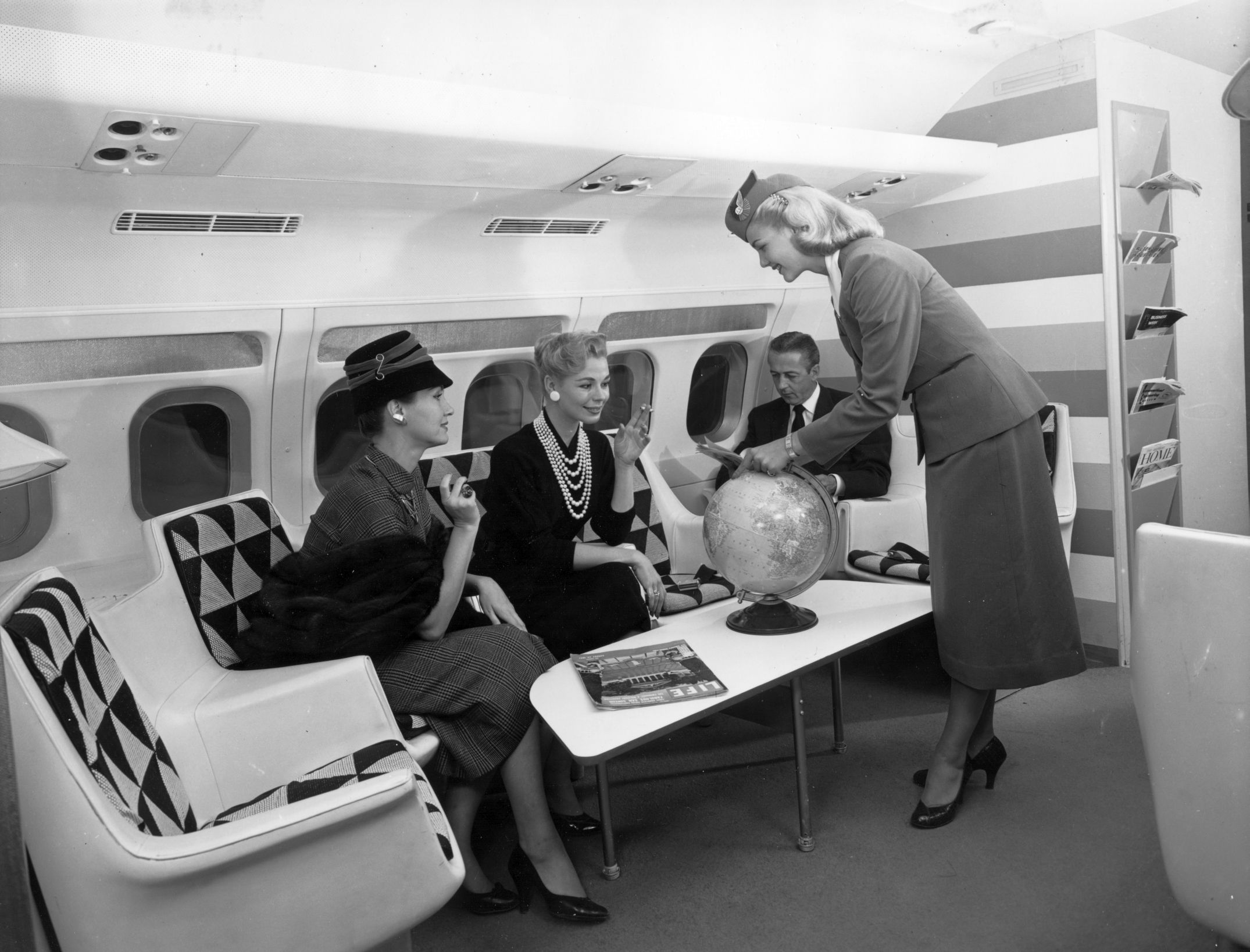
La décoration intérieure est due à Dorothy Draper[34].

## Modification: le Convair 990

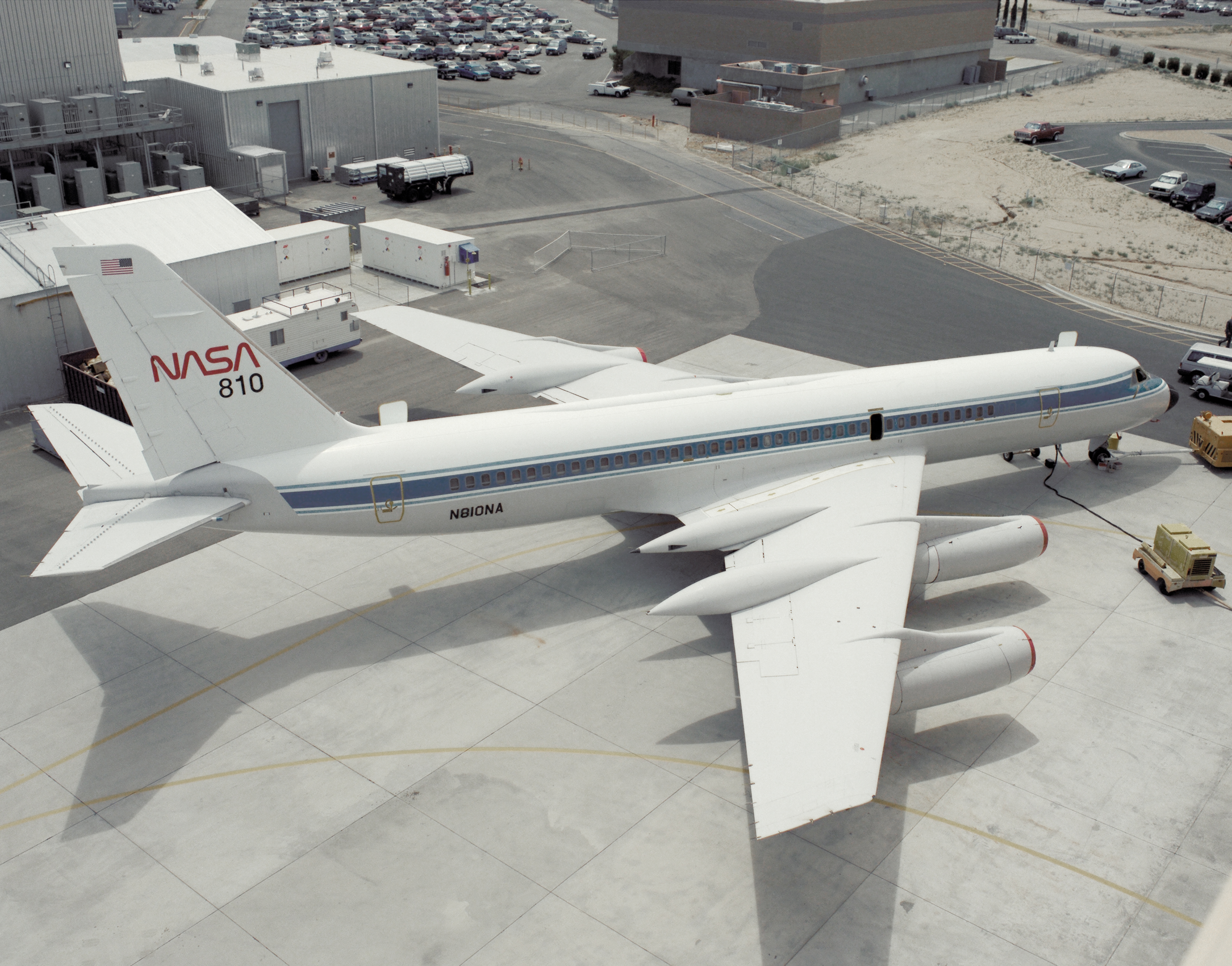
Un Convair 990 de la NASA en 1992.

En 1958, la compagnie aérienne American Airlines lance un appel aux constructeurs : elle cherche à acheter trente appareils rapides, capables d'une vitesse de croisière très élevée de Mach 0,89, pour réduire de quarante-cinq minutes la durée d'un vol entre New York et la Californie par rapport à un Boeing 707. Si Boeing juge le projet irréalisable, Convair décide de relever le défi, persuadé que son CV-880, encore en développement, peut être modifié pour accroitre encore la vitesse. Le Convair 990 sera le résultat de ce projet. Les réacteurs sont des General Electric CJ805-23, qui sont la version double flux (à soufflante arrière) du réacteur du CV-880 : leur poussée est augmentée de 40 %, et leur consommation spécifique réduite de 15 %. Par ailleurs, le fuselage est allongé de trois mètres (permettant d'emporter dix passagers supplémentaires), et la flèche de l'aile est augmentée.
L'avion rencontre d'importantes difficultés de mise au point tant au niveau structurel qu'aérodynamique et le projet prend du retard, si bien qu'American Airlines réduit sa commande. Seuls trente-sept Convair 990 sont finalement vendus, ce qui accroît encore les pertes pour le constructeur. Le principal problème technique est l'apparition d'ondes de choc autour des ailes, où l'écoulement d'air est localement supersonique. La solution apportée est l'ajout de quatre carottes de Küchemann (du nom de l'ingénieur de Convair qui a développé ce système), carénages qui dépassent du bord de fuite des ailes et empêchent la formation des ondes de choc. Ainsi, l'avion peut enfin voler à la vitesse demandée par American Airlines. Ces structures, qui rendent l'avion très reconnaissable, contiennent aussi des réservoirs supplémentaires, ce qui accroît l'autonomie de l'avion. Leur conception fait un peu plus tard l'objet d'un procès de propriété intellectuelle : Richard Whitcomb considère qu'il s'agit d'un plagiat de l'un de ses brevets, et obtient gain de cause en justice.

## Utilisation hors des vols réguliers

### Devenir de la flotte
Les CV-880 n'ont pas une carrière très longue dans le transport commercial régulier. Le premier choc pétrolier en 1973 accélère le retrait de ces avions particulièrement gourmands en carburant. Trans World Airlines et Delta Air Lines les retirent du service régulier en 1974, et Cathay Pacific fait de même l'année suivante. Une partie des CV-880 sont alors entreposés à l'aéroport et port spatial de Mojave, mais quelques exemplaires sont convertis en avions-cargos pour de petites compagnies.

### Utilisation par la FAA

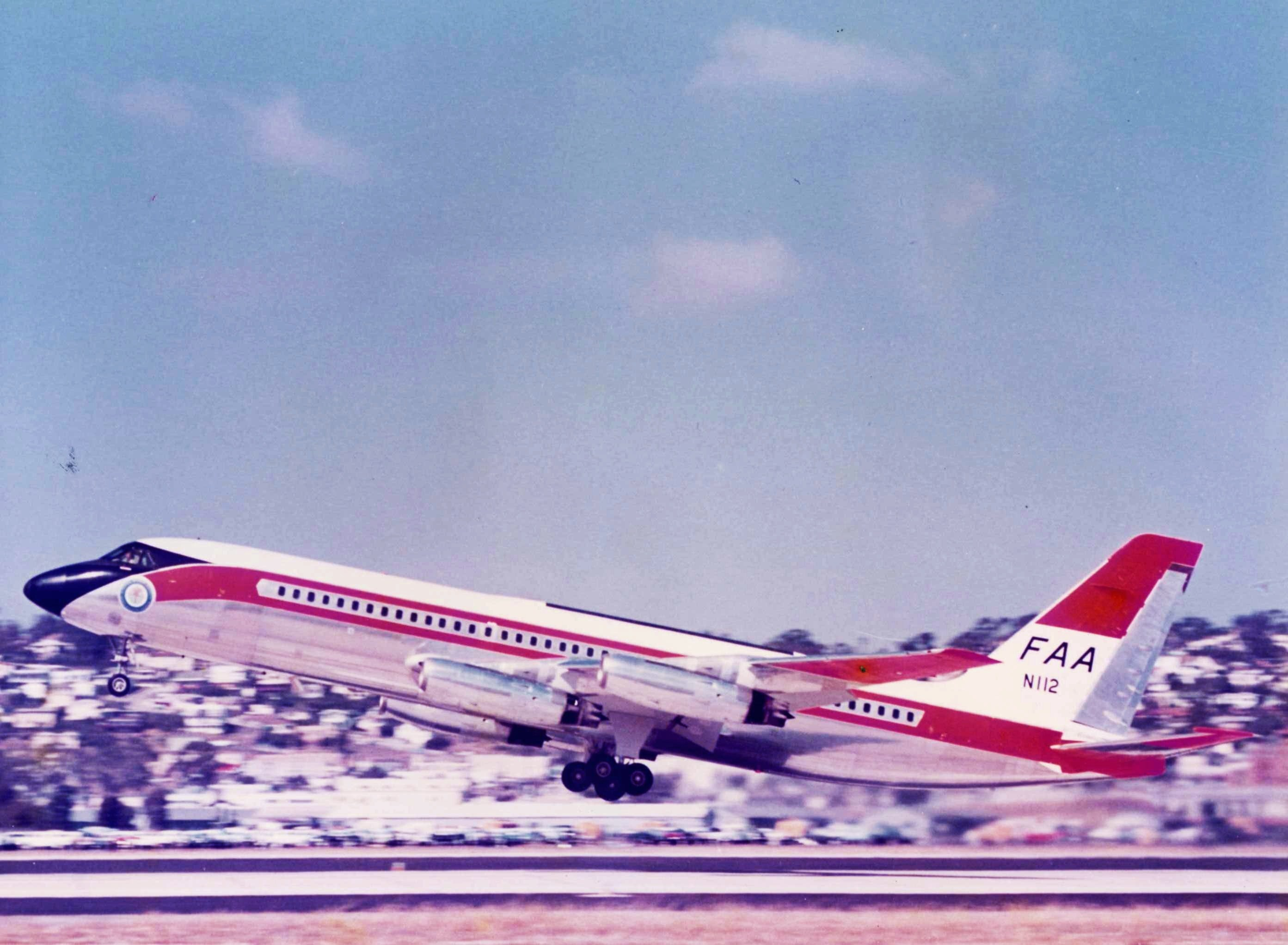
Convair 880 de la Federal Aviation Administration (FAA), ici photographié vers 1963.

Le CV-880 portant le numéro de série 55 est acheté neuf par la Federal Aviation Administration (FAA). Cet avion est utilisé en interne par la FAA, notamment pour les besoins de formation du personnel et pour des essais concernant les turbulences atmosphériques. Il est plus tard cédé à l'US Navy (voir ci-dessous). En 1995, il est détruit de façon contrôlée par une petite bombe, dans le cadre d'essais.
Le CV-880 no 48, ayant appartenu à Japan Airlines, est détruit lors d'essais de la FAA visant à tester l'impact d'additifs du kérosène sur la vitesse de propagation du feu en 1986. L'appareil portant le numéro de série 10, retiré du service par TWA en 1974 et stocké dans le désert des Mojaves pendant une quinzaine d'années, connaît une fin similaire en 1989 sur l'aéroport d'Atlantic City dans l'État américain du New Jersey. Il est utilisé pour des essais, visant notamment à tester la résistance d'un avion de ligne à un incendie « extérieur », venant d'un réservoir de carburant.

### Avion privé d'Elvis Presley

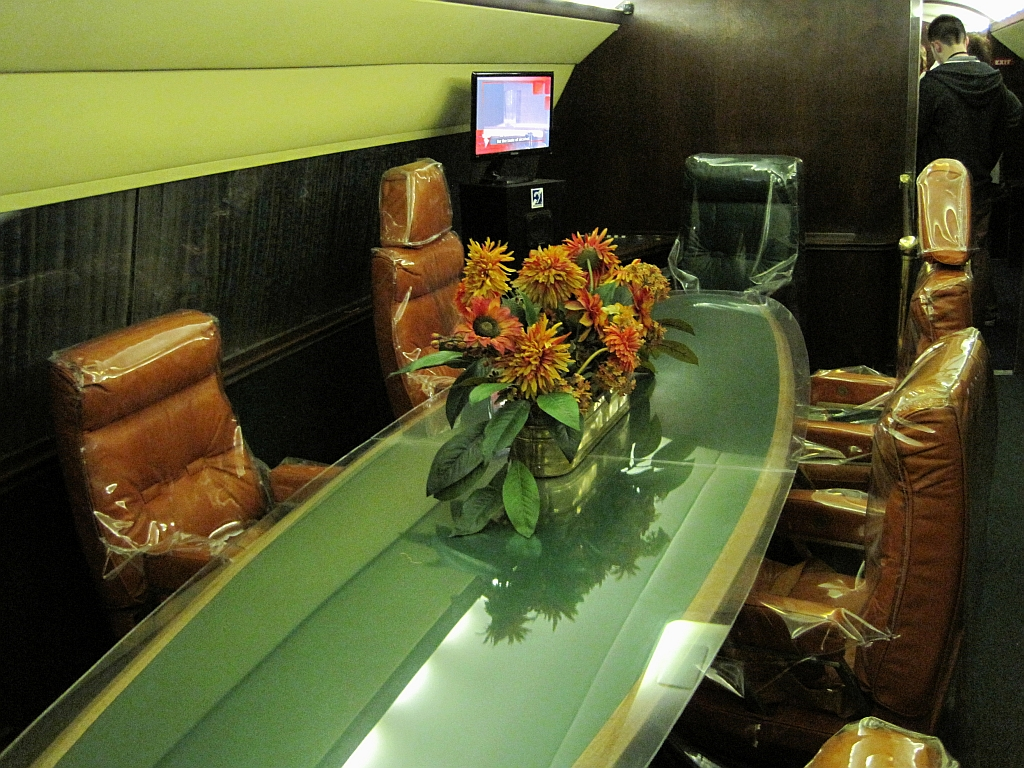
Intérieur du Lisa Marie, avion personnel du chanteur Elvis Presley.

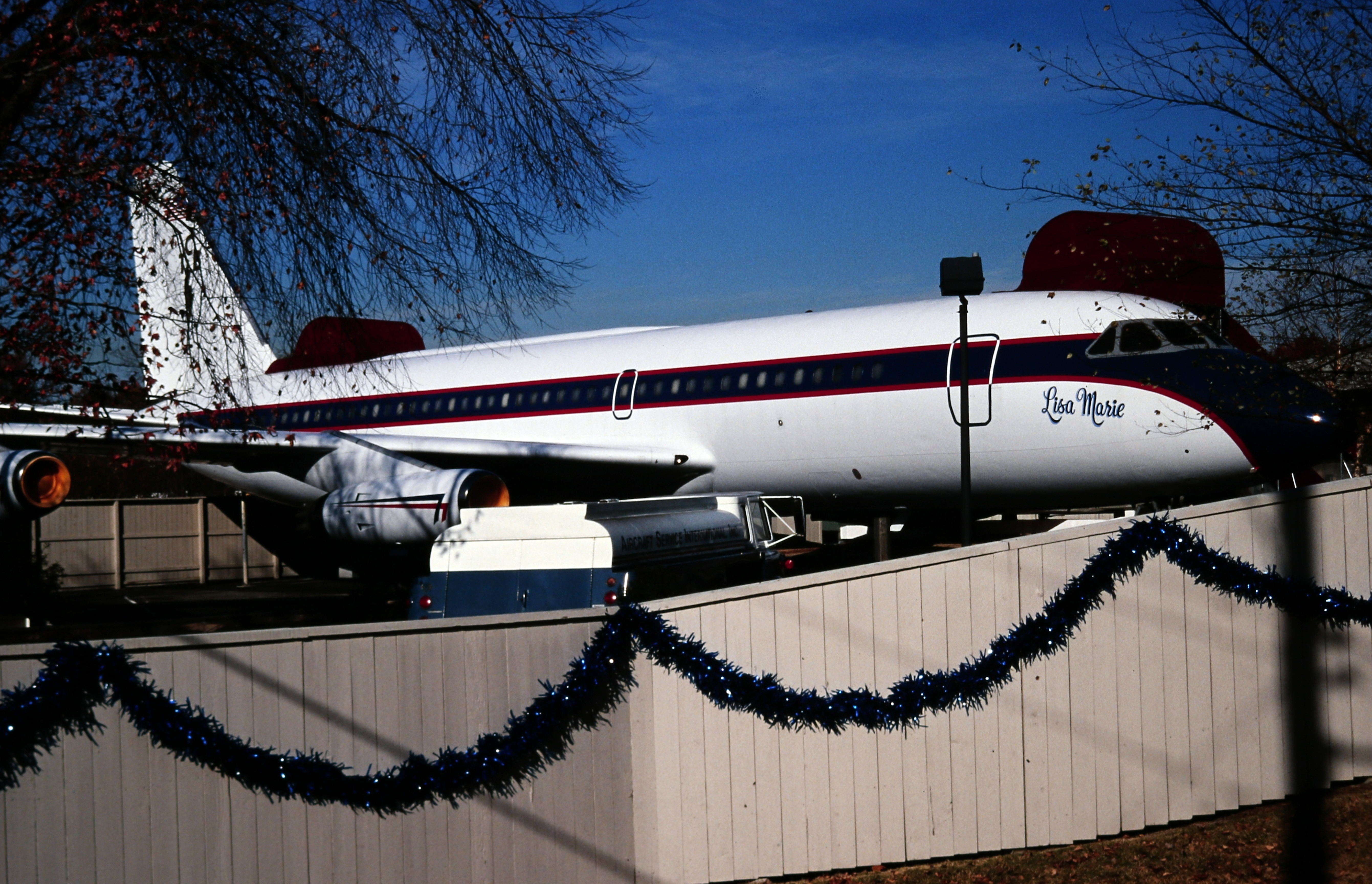
Le Lisa Marie, entreposé dans l'ancienne résidence du chanteur Elvis Presley à Graceland (Memphis, Tennessee), ici photographié en 1996.

En 1975, le chanteur américain Elvis Presley (qui possède aussi un Lockheed JetStar) fait l'acquisition d'un CV-880 d'occasion. Il s'agit de l'appareil portant le numéro de série 38, exploité jusque-là par Delta Air Lines. Il le nomme Lisa Marie, du nom de sa fille. Entièrement réaménagé dans un luxe extravagant, allant jusqu'à des boucles de ceintures en or massif, l'avion devient l'un des symboles du mode de vie outrancier du Roi du Rock'n'Roll. Utilisé pendant deux ans pour ses déplacements et pour ceux de ses proches, le Lisa Marie est, depuis 1984, exposé à Graceland, l'ancien domaine de la superstar, devenu un musée et situé à Memphis dans l'État américain du Tennessee,.

### LeUC-880 Skylarkde l'US Navy

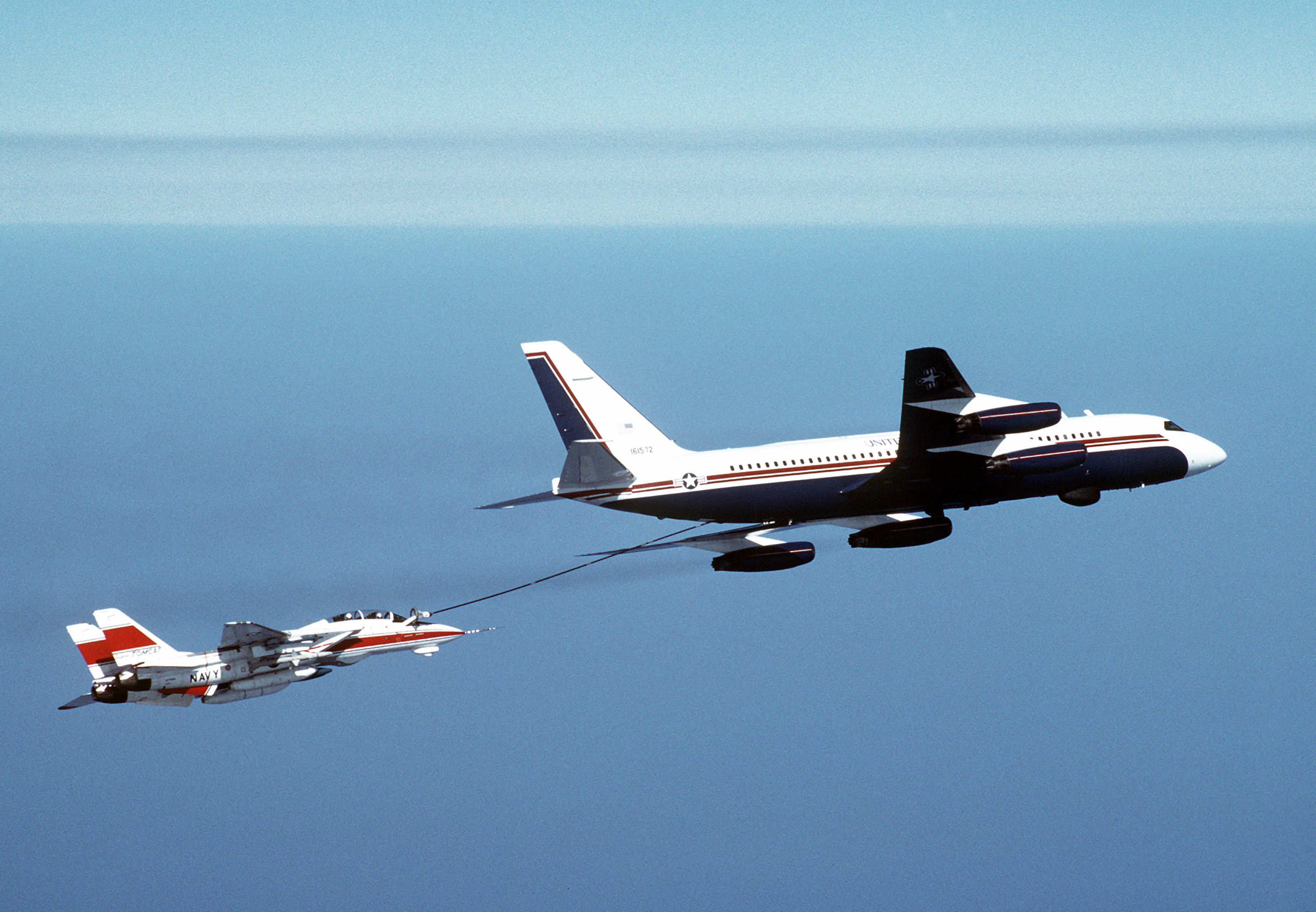
Ravitaillement en vol d'un F-14 Tomcat par l'UC-880 de l'US Navy.

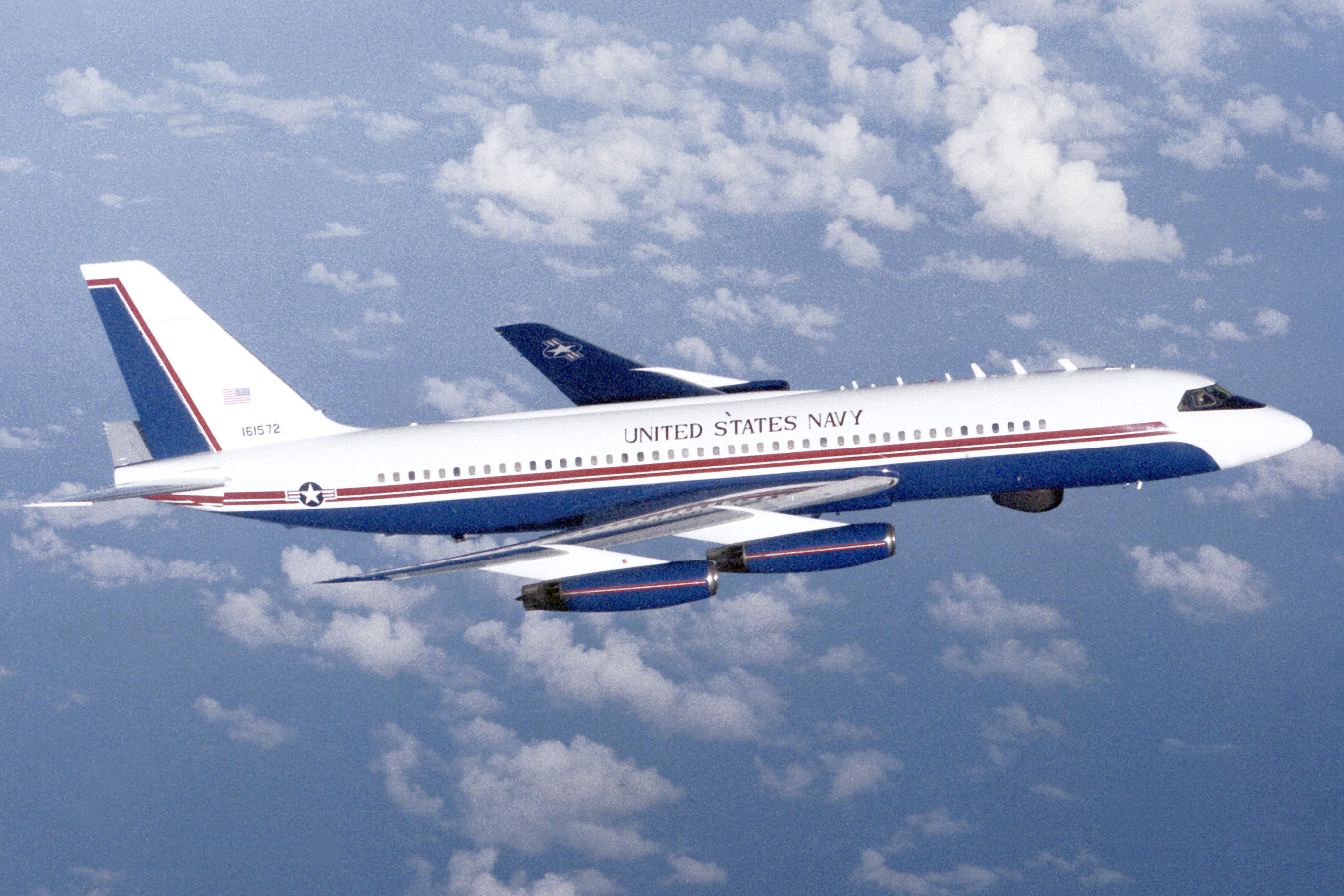
Vue aérienne de l'UC-880 Skylark, le seul avion de ce type en service dans la marine américaine de 1980 à 1995. Le Convair était affecté à la Naval Air Station Patuxent River, sur la côte est des États-Unis, dans l'État du Maryland.

Le Convair 880 de la FAA (numéro de série 55) est racheté par l'US Navy en 1980. Elle le convertit sous le nom UC-880 Skylark en appareil d'essai et de support, qui accomplit des missions très variées jusqu'à son retrait définitif en 1993 (c'est le dernier CV-880 à voler). Équipé pour le ravitaillement en vol, il est utilisé pour les essais de cette procédure sur les différents appareils déployés, ou simplement essayés par la Navy. Il sert également ponctuellement d'avion-cargo. Emportant des équipements spécifiques, il sert pour le contrôle et le suivi radar des premiers essais du missile de croisière BGM-109 Tomahawk,. Il est utilisé jusqu'à sa destruction par un incendie en août 1995 sur la Naval Air Station Patuxent River, dans l'État du Maryland.

## Avions perdus
En matière de sécurité, la carrière du CV-880 est marquée par dix-sept pertes d'appareils, dont deux ont fait des dizaines de morts. Cependant, la plupart ne sont pas liés à l'avion même.
Le 5 novembre 1967, un appareil de Cathay Pacific sort de la piste au décollage de l'aéroport international Kai Tak à Hong Kong, tuant un passager.
Le 20 novembre 1967, le vol TWA 128 sort de la piste à l'atterrissage de l'aéroport international de Cincinnati dans l'État américain du Kentucky, à la suite d'une erreur de pilotage et de mauvaises conditions météorologiques. L'avion prend feu après avoir percuté des arbres et ne laisse que douze survivants parmi les 82 personnes à bord.

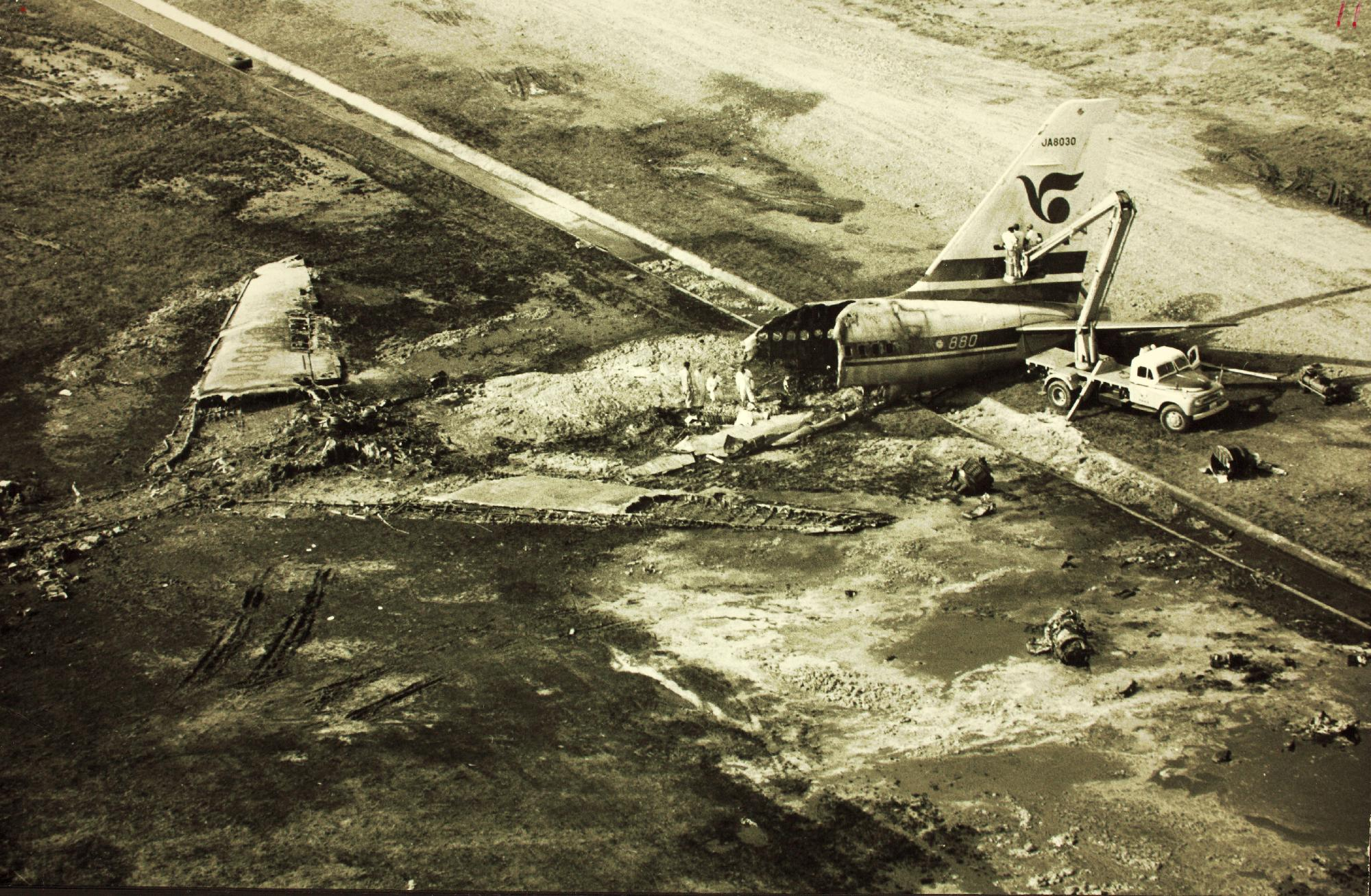
Accident du CV-880 no 45, en 1966 au Japon (avion-cargo).

L'évènement le plus meurtrier connu par un CV-880 est de nature criminelle. Le vol Cathay Pacific 700Z (Convair 880 no 53), qui assure une liaison entre Bangkok et Hong Kong, se désintègre en plein vol au-dessus du Sud-Vietnam le 15 juin 1972, tuant la totalité des 81 personnes à bord. L'enquête montre que l'explosion est due à une bombe. Un officier de police thaïlandais du nom de Somchai Chaiyasut est accusé de l'acte. Sa compagne et sa fille se trouvaient à bord, et pas moins de trois assurances-décès avaient été contractées en sa faveur. Sa culpabilité n'a cependant jamais pu être prouvée.
Il y eut cinq autres écrasements concernant des avions-cargos, et faisant pour victimes de trois à cinq membres d'équipage. Neuf autres appareils ont été endommagés au point d'être irréparables sans faire de victimes, dans des circonstances variées : collision au sol, mauvais chargement de la cargaison, erreur humaine, incendie dans un hangar.

## Exemplaires préservés

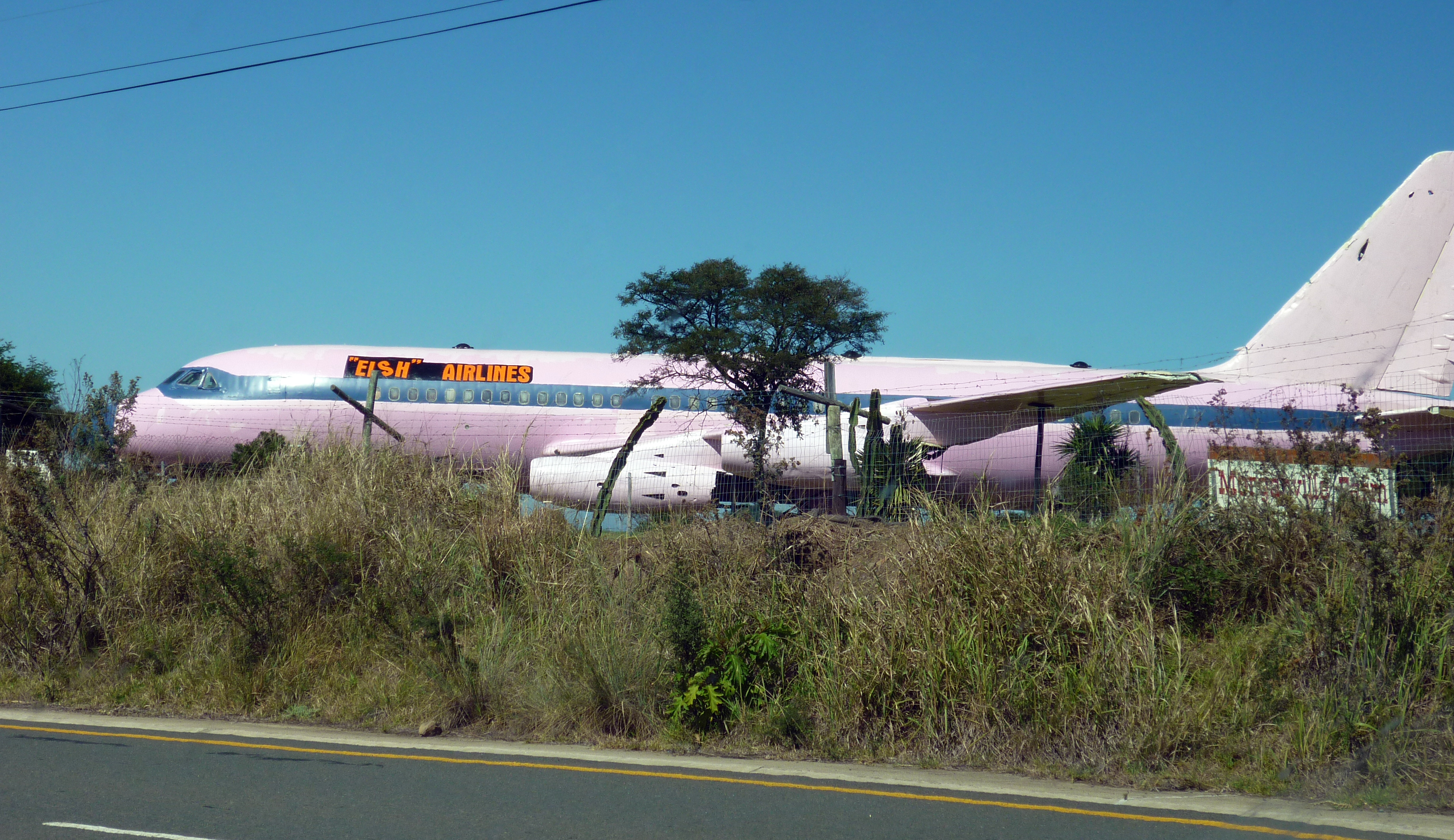
Le CV-880 no 58.

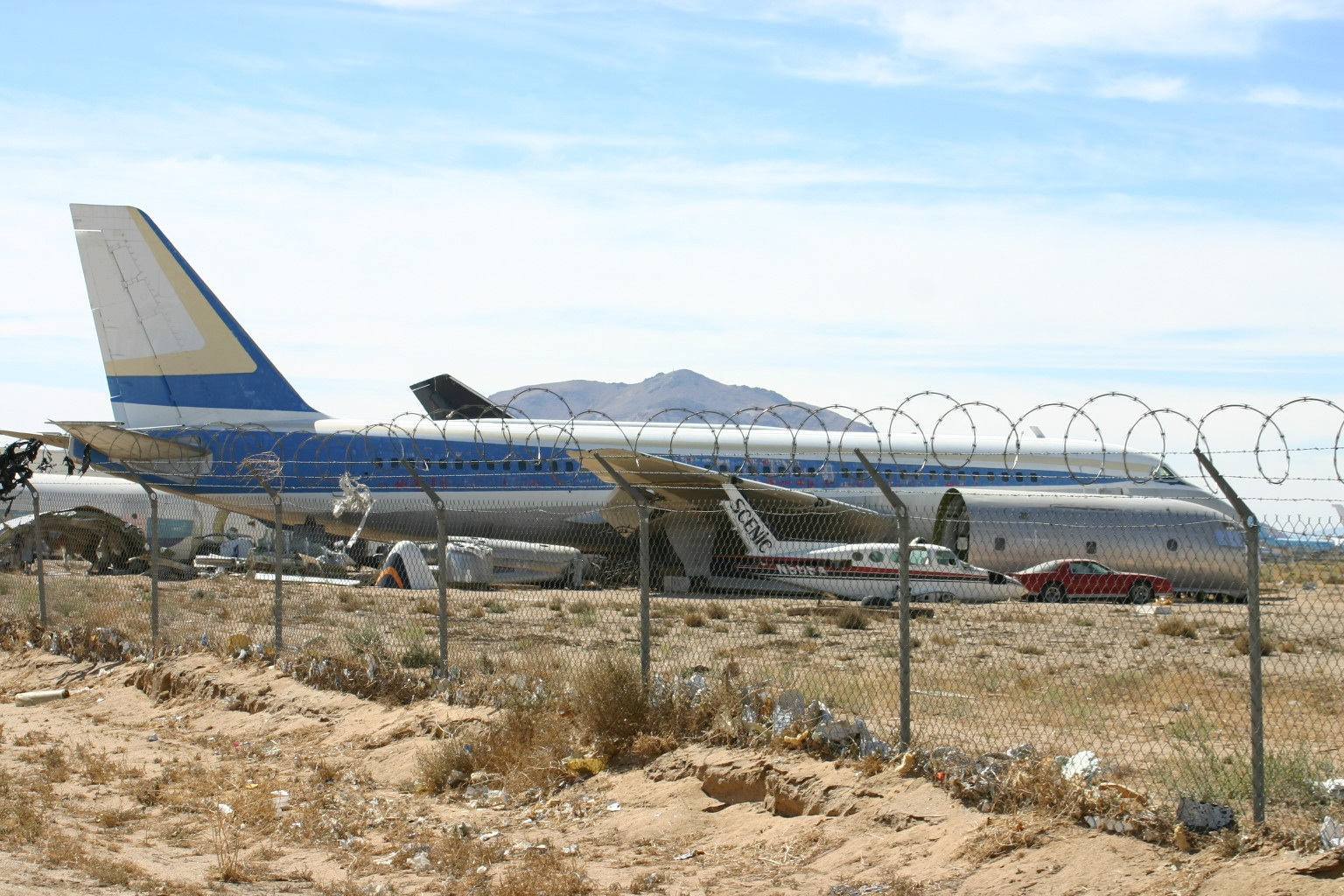
Convair 880 (N817TW) entreposé à l'aéroport et port spatial de Mojave en Californie, ici photographié en 2004.

Le Lisa Marie (no 38) est le seul CV-880 conservé entier et entretenu. Un autre exemplaire, le no 58, est conservé en Afrique du Sud, en assez mauvais état. Il est acheté en 1987 par le gouvernement du Ciskei dans le but de le réaménager en avion présidentiel. Ce projet se révélant trop coûteux, il est abandonné, et l'avion est entreposé à Kei Mouth en Afrique du Sud. Il sert de maison, et ponctuellement de restaurant. Dans un souci de préservation, il est déplacé plus loin du littoral, et est exposé au milieu d'un musée consacré aux motos depuis 2007. Le no 35, stocké à l'aéroport et port spatial de Mojave après son retrait par TWA en 1974, s'y trouve toujours en 2018.
En plus de ces trois appareils entiers, le poste de pilotage du no 1 est entreposé au musée de Delta Air Lines (Delta Flight Museum), à Atlanta dans l'État américain de Géorgie. Un exemplaire, le no 23, ex-TWA, est utilisé pour le tournage du film La Relève en 1990. Pour cela, il a été remis en état par Scroggins Aviation, une entreprise spécialisée. Une partie du fuselage de cet avion est conservé au Tillamook Air Museum, dans l'Oregon,.

### Vidéos
- (en) [vidéo] « Film de promotion sur le Convair 880 (1958) », sur YouTube.
- (en) [vidéo] « Delta Convair CV-880 Promo Film - 1960 », sur YouTube.
- (en) [vidéo] San Diego Air and Space Museum Archives, « VT 855 Convair 240, 880, General Electric CJ-805 Jet Engine Footage », sur YouTube.